# ترکیب تیم‌های جام جهانی فوتبال ۲۰۰۶
این مقاله فهرستی از ترکیب‌های تیم‌های حاضر در تورنمنت جام جهانی فوتبال ۲۰۰۶ است که از ۹ ژوئن تا ۹ ژوئیهٔ سال ۲۰۰۶ در آلمان برگزار شد.

## گروه A

### کاستاریکا
سرمربی:  الشندره گیمارائینش
| شماره | جایگاه    | بازیکن                | تاریخ تولد/سن           | بازی‌های ملی | باشگاه                                |
| ----- | --------- | --------------------- | ----------------------- | ----------- | ------------------------------------- |
| ۱     | دروازه‌بان | الوارو مسین           | ۲۴ دسامبر ۱۹۷۲ (۳۳ سال) | ۳۸          | Herediano                             |
| ۲     | مدافع     | جرویس دروموند         | ۸ سپتامبر ۱۹۷۶ (۲۹ سال) | ۵۶          | باشگاه فوتبال دپورتیوو ساپریسا        |
| ۳     | مدافع     | لوییس مارین (کاپیتان) | ۱۰ اوت ۱۹۷۴ (۳۱ سال)    | ۱۲۰         | باشگاه فوتبال لیگا دپورتیوا آلاخولنسه |
| ۴     | مدافع     | مایکل اومانیا         | ۱۶ ژوئیه ۱۹۸۲ (۲۳ سال)  | ۱۸          | Brujas                                |
| ۵     | مدافع     | گیلبرتو مارتینز       | ۱ اکتبر ۱۹۷۹ (۲۶ سال)   | ۵۷          | باشگاه فوتبال برشا                    |
| ۶     | هافبک     | دنی فونسکا            | ۷ نوامبر ۱۹۷۹ (۲۶ سال)  | ۲۲          | باشگاه ورزشی کارتاگینیس               |
| ۷     | هافبک     | کریستین بولانوس       | ۱۷ مه ۱۹۸۴ (۲۲ سال)     | ۱۶          | باشگاه فوتبال دپورتیوو ساپریسا        |
| ۸     | هافبک     | ماریسیو سالیس         | ۱۳ دسامبر ۱۹۷۲ (۳۳ سال) | ۱۰۷         | باشگاه فوتبال کامیونیکیشنس            |
| ۹     | مهاجم     | پائول وانچوپ          | ۳۱ ژوئیه ۱۹۷۶ (۲۹ سال)  | ۶۹          | Herediano                             |
| ۱۰    | هافبک     | والتر کنتنو           | ۶ اکتبر ۱۹۷۴ (۳۱ سال)   | ۹۳          | باشگاه فوتبال دپورتیوو ساپریسا        |
| ۱۱    | مهاجم     | رونالد گومز           | ۲۴ ژانویه ۱۹۷۵ (۳۱ سال) | ۸۰          | باشگاه فوتبال دپورتیوو ساپریسا        |
| ۱۲    | مدافع     | لئوناردو گنزالز       | ۲۱ نوامبر ۱۹۸۰ (۲۵ سال) | ۳۶          | Herediano                             |
| ۱۳    | مهاجم     | کورت برنارد           | ۸ اوت ۱۹۷۷ (۲۸ سال)     | ۳           | باشگاه فوتبال پونتارناس               |
| ۱۴    | هافبک     | راندال آزوفیفا        | ۳۰ دسامبر ۱۹۸۴ (۲۱ سال) | ۵           | باشگاه فوتبال دپورتیوو ساپریسا        |
| ۱۵    | مدافع     | هارولد والاس          | ۷ سپتامبر ۱۹۷۵ (۳۰ سال) | ۷۸          | باشگاه فوتبال لیگا دپورتیوا آلاخولنسه |
| ۱۶    | هافبک     | کارلوس هرناندز        | ۹ آوریل ۱۹۸۲ (۲۴ سال)   | ۱۷          | باشگاه فوتبال لیگا دپورتیوا آلاخولنسه |
| ۱۷    | مدافع     | گابریل بادیلا         | ۳۰ ژوئن ۱۹۸۴ (۲۱ سال)   | ۷           | باشگاه فوتبال دپورتیوو ساپریسا        |
| ۱۸    | دروازه‌بان | خوزه پوراس            | ۸ نوامبر ۱۹۷۰ (۳۵ سال)  | ۱۶          | باشگاه فوتبال دپورتیوو ساپریسا        |
| ۱۹    | مهاجم     | آلوارو سابوریو        | ۲۵ مارس ۱۹۸۲ (۲۴ سال)   | ۲۳          | باشگاه فوتبال دپورتیوو ساپریسا        |
| ۲۰    | هافبک     | داگلاس سکویرا         | ۲۳ اوت ۱۹۷۷ (۲۸ سال)    | ۲۹          | رئال سالت لیک                         |
| ۲۱    | مهاجم     | ویکتور نونیز          | ۱۵ آوریل ۱۹۸۰ (۲۶ سال)  | ۳           | باشگاه ورزشی کارتاگینیس               |
| ۲۲    | مدافع     | Michael Rodríguez     | ۳۰ دسامبر ۱۹۸۱ (۲۴ سال) | ۳           | باشگاه فوتبال لیگا دپورتیوا آلاخولنسه |
| ۲۳    | دروازه‌بان | واردی آلفو            | ۳۱ دسامبر ۱۹۷۷ (۲۸ سال) | ۲           | باشگاه فوتبال لیگا دپورتیوا آلاخولنسه |

### اکوادور
سرمربی:  لوئیس فرناندو سوارز
| شماره | جایگاه    | بازیکن                  | تاریخ تولد/سن            | بازی‌های ملی | باشگاه                           |
| ----- | --------- | ----------------------- | ------------------------ | ----------- | -------------------------------- |
| ۱     | دروازه‌بان | ادوین ویلافرته          | ۱۲ مارس ۱۹۷۹ (۲۷ سال)    | ۱۵          | Deportivo Quito                  |
| ۲     | مدافع     | خورخه گواگوا            | ۲۸ سپتامبر ۱۹۸۱ (۲۴ سال) | ۱۸          | El Nacional                      |
| ۳     | مدافع     | ایوان هورتادو (کاپیتان) | ۱۶ اوت ۱۹۷۴ (۳۱ سال)     | ۱۳۰         | باشگاه فوتبال العربی قطر         |
| ۴     | مدافع     | اولیسز دا لا کروز       | ۸ فوریه ۱۹۷۴ (۳۲ سال)    | ۸۴          | باشگاه فوتبال استون ویلا         |
| ۵     | مدافع     | اوزی لویس پرلازا        | ۶ اکتبر ۱۹۸۱ (۲۴ سال)    | ۳           | Olmedo                           |
| ۶     | هافبک     | پاتریکو اوروتیا         | ۱۵ اکتبر ۱۹۷۸ (۲۷ سال)   | ۶           | باشگاه فوتبال ال‌دی‌یو کیتو        |
| ۷     | هافبک     | کریستین لارا            | ۲۷ آوریل ۱۹۸۰ (۲۶ سال)   | ۱۹          | El Nacional                      |
| ۸     | هافبک     | ادیسون مندز             | ۱۶ مارس ۱۹۷۹ (۲۷ سال)    | ۶۴          | باشگاه فوتبال ال‌دی‌یو کیتو        |
| ۹     | مهاجم     | فلیکس بورجا             | ۲ آوریل ۱۹۸۳ (۲۳ سال)    | ۶           | El Nacional                      |
| ۱۰    | مهاجم     | ایوان کیویدز            | ۲۴ اکتبر ۱۹۷۷ (۲۸ سال)   | ۴۴          | باشگاه فوتبال آرژانتینوس جونیورز |
| ۱۱    | مهاجم     | آگوستین دلگادو          | ۲۳ دسامبر ۱۹۷۴ (۳۱ سال)  | ۶۸          | باشگاه فوتبال ال‌دی‌یو کیتو        |
| ۱۲    | دروازه‌بان | کریستین مورا            | ۲۶ اوت ۱۹۷۹ (۲۶ سال)     | ۸           | باشگاه فوتبال ال‌دی‌یو کیتو        |
| ۱۳    | مدافع     | پاول آمبروسی            | ۱۴ اکتبر ۱۹۸۰ (۲۵ سال)   | ۲۴          | باشگاه فوتبال ال‌دی‌یو کیتو        |
| ۱۴    | هافبک     | سگوندو کاستیو           | ۱۵ مه ۱۹۸۲ (۲۴ سال)      | ۱۱          | El Nacional                      |
| ۱۵    | هافبک     | مارلون آیووی            | ۲۷ سپتامبر ۱۹۷۱ (۳۴ سال) | ۷۴          | Deportivo Quito                  |
| ۱۶    | هافبک     | آنتونیو والنسیا         | ۴ اوت ۱۹۸۵ (۲۰ سال)      | ۱۷          | باشگاه فوتبال رکریتیوو اوئلوا    |
| ۱۷    | مدافع     | جووانی اسپینوزا         | ۱۲ آوریل ۱۹۷۷ (۲۹ سال)   | ۵۶          | باشگاه فوتبال ال‌دی‌یو کیتو        |
| ۱۸    | مدافع     | نیه آیسر ریاسکو         | ۲۳ ژوئیه ۱۹۷۷ (۲۸ سال)   | ۳۱          | باشگاه فوتبال ال‌دی‌یو کیتو        |
| ۱۹    | هافبک     | لوئیس ساریتاما          | ۲۰ اکتبر ۱۹۸۳ (۲۲ سال)   | ۱۵          | Deportivo Quito                  |
| ۲۰    | هافبک     | ادوین تنوریو            | ۱۶ ژوئن ۱۹۷۶ (۲۹ سال)    | ۶۸          | باشگاه ورزشی بارسلونا            |
| ۲۱    | مهاجم     | کارلوس تنوریو           | ۱۴ مه ۱۹۷۹ (۲۷ سال)      | ۲۹          | باشگاه ورزشی السد                |
| ۲۲    | دروازه‌بان | دامیان لانزا            | ۱۰ آوریل ۱۹۸۲ (۲۴ سال)   | ۵           | Aucas                            |
| ۲۳    | مهاجم     | کریستین بنیتز           | ۱ مه ۱۹۸۶ (۲۰ سال)       | ۵           | El Nacional                      |

### آلمان
سرمربی:  یورگن کلینزمن
| شماره | جایگاه    | بازیکن                 | تاریخ تولد/سن            | بازی‌های ملی | باشگاه                            |
| ----- | --------- | ---------------------- | ------------------------ | ----------- | --------------------------------- |
| ۱     | دروازه‌بان | ینس لمان               | ۱۰ نوامبر ۱۹۶۹ (۳۶ سال)  | ۳۲          | باشگاه فوتبال آرسنال              |
| ۲     | مدافع     | مارسل یانزن            | ۴ نوامبر ۱۹۸۵ (۲۰ سال)   | ۷           | باشگاه فوتبال بروسیا مونشن‌گلادباخ |
| ۳     | مدافع     | آرنه فریدریش           | ۲۹ مه ۱۹۷۹ (۲۷ سال)      | ۳۶          | باشگاه فوتبال هرتابرلین           |
| ۴     | مدافع     | روبرت هوت              | ۱۸ اوت ۱۹۸۴ (۲۱ سال)     | ۱۶          | باشگاه فوتبال چلسی                |
| ۵     | هافبک     | زباستین کل             | ۱۳ فوریه ۱۹۸۰ (۲۶ سال)   | ۲۷          | باشگاه فوتبال بروسیا دورتموند     |
| ۶     | مدافع     | ینس نووتنی             | ۱۱ ژانویه ۱۹۷۴ (۳۲ سال)  | ۴۶          | باشگاه فوتبال بایر ۰۴ لورکوزن     |
| ۷     | هافبک     | باستیان شواینشتایگر    | ۱ اوت ۱۹۸۴ (۲۱ سال)      | ۲۸          | باشگاه فوتبال بایرن مونیخ         |
| ۸     | هافبک     | تورستن فرینگس          | ۲۲ نوامبر ۱۹۷۶ (۲۹ سال)  | ۵۲          | باشگاه ورزشی وردر برمن            |
| ۹     | مهاجم     | مایک هانکه             | ۵ نوامبر ۱۹۸۳ (۲۲ سال)   | ۶           | باشگاه فوتبال وولفسبورگ           |
| ۱۰    | مهاجم     | الیور نویل             | ۱ مه ۱۹۷۳ (۳۳ سال)       | ۵۵          | باشگاه فوتبال بروسیا مونشن‌گلادباخ |
| ۱۱    | مهاجم     | میروسلاو کلوزه         | ۹ ژوئن ۱۹۷۸ (۲۸ سال)     | ۵۵          | باشگاه ورزشی وردر برمن            |
| ۱۲    | دروازه‌بان | الیور کان              | ۱۵ ژوئن ۱۹۶۹ (۳۶ سال)    | ۸۵          | باشگاه فوتبال بایرن مونیخ         |
| ۱۳    | هافبک     | میشائل بالاک (کاپیتان) | ۲۶ سپتامبر ۱۹۷۶ (۲۹ سال) | ۶۵          | باشگاه فوتبال بایرن مونیخ         |
| ۱۴    | مهاجم     | جرالد آساموا           | ۳ اکتبر ۱۹۷۸ (۲۷ سال)    | ۴۰          | باشگاه فوتبال شالکه ۰۴            |
| ۱۵    | هافبک     | توماس هیتسل‌سپرگر       | ۵ آوریل ۱۹۸۲ (۲۴ سال)    | ۱۵          | باشگاه فوتبال اشتوتگارت           |
| ۱۶    | مدافع     | فیلیپ لام              | ۱۱ نوامبر ۱۹۸۳ (۲۲ سال)  | ۱۸          | باشگاه فوتبال بایرن مونیخ         |
| ۱۷    | مدافع     | پر مرته‌ساکر            | ۲۹ سپتامبر ۱۹۸۴ (۲۱ سال) | ۲۳          | باشگاه فوتبال هانوفر ۹۶           |
| ۱۸    | هافبک     | تیم بوروفسکی           | ۲ مه ۱۹۸۰ (۲۶ سال)       | ۲۰          | باشگاه ورزشی وردر برمن            |
| ۱۹    | هافبک     | برند اشنایدر           | ۱۷ نوامبر ۱۹۷۳ (۳۲ سال)  | ۶۴          | باشگاه فوتبال بایر ۰۴ لورکوزن     |
| ۲۰    | مهاجم     | لوکاس پودولسکی         | ۴ ژوئن ۱۹۸۵ (۲۱ سال)     | ۲۵          | باشگاه فوتبال کلن                 |
| ۲۱    | مدافع     | کریستوف متزلدر         | ۵ نوامبر ۱۹۸۰ (۲۵ سال)   | ۲۲          | باشگاه فوتبال بروسیا دورتموند     |
| ۲۲    | هافبک     | داوید ادونکور          | ۲۱ فوریه ۱۹۸۴ (۲۲ سال)   | ۱           | باشگاه فوتبال بروسیا دورتموند     |
| ۲۳    | دروازه‌بان | تیمو هیلدبراند         | ۵ آوریل ۱۹۷۹ (۲۷ سال)    | ۳           | باشگاه فوتبال اشتوتگارت           |

### لهستان
سرمربی:  پاوو یاناس
| شماره | جایگاه    | بازیکن               | تاریخ تولد/سن            | بازی‌های ملی | باشگاه                           |
| ----- | --------- | -------------------- | ------------------------ | ----------- | -------------------------------- |
| ۱     | دروازه‌بان | آرتور بوروتس         | ۲۰ فوریه ۱۹۸۰ (۲۶ سال)   | ۱۷          | باشگاه فوتبال سلتیک              |
| ۲     | مدافع     | ماریوش یوپ           | ۳ اوت ۱۹۷۸ (۲۷ سال)      | ۱۲          | باشگاه فوتبال مسکو               |
| ۳     | مدافع     | سورن گانتسارچک       | ۲۲ نوامبر ۱۹۸۱ (۲۴ سال)  | ۲           | باشگاه فوتبال متالیست خارکوف     |
| ۴     | مدافع     | مارچین باشچنیسکی     | ۷ ژوئن ۱۹۷۷ (۲۹ سال)     | ۳۲          | باشگاه فوتبال ویسوا کراکوف       |
| ۵     | هافبک     | کامیل کوسوفسکی       | ۳۰ اوت ۱۹۷۷ (۲۸ سال)     | ۴۵          | باشگاه فوتبال کایزرسلاوترن       |
| ۶     | مدافع     | یاتسک بونک (کاپیتان) | ۲۴ مارس ۱۹۷۳ (۳۳ سال)    | ۷۲          | باشگاه ورزشی الریان              |
| ۷     | هافبک     | رادوسلاف سوبولفسکی   | ۱۳ دسامبر ۱۹۷۶ (۲۹ سال)  | ۱۹          | باشگاه فوتبال ویسوا کراکوف       |
| ۸     | هافبک     | یاتسک کشینووک        | ۱۵ مه ۱۹۷۶ (۳۰ سال)      | ۵۸          | باشگاه فوتبال بایر ۰۴ لورکوزن    |
| ۹     | مهاجم     | ماچی ژورافسکی        | ۱۲ سپتامبر ۱۹۷۶ (۲۹ سال) | ۵۰          | باشگاه فوتبال سلتیک              |
| ۱۰    | هافبک     | میروسلاف شیمکوویاک   | ۱۲ نوامبر ۱۹۷۶ (۲۹ سال)  | ۲۹          | باشگاه فوتبال ترابزون‌اسپور       |
| ۱۱    | مهاجم     | گژگوش راشاک          | ۱۲ ژانویه ۱۹۷۹ (۲۷ سال)  | ۳۰          | باشگاه فوتبال تاتنهام هاتسپر     |
| ۱۲    | دروازه‌بان | توماش کوشچاک         | ۲۳ مارس ۱۹۸۲ (۲۴ سال)    | ۴           | باشگاه فوتبال وست برومویچ آلبیون |
| ۱۳    | هافبک     | سباستین میلا         | ۱۰ ژوئیه ۱۹۸۲ (۲۳ سال)   | ۲۷          | باشگاه فوتبال آستریا وین         |
| ۱۴    | مدافع     | میخاو ژوواکوف        | ۲۲ آوریل ۱۹۷۶ (۳۰ سال)   | ۵۶          | باشگاه فوتبال اندرلشت            |
| ۱۵    | مهاجم     | اوزبیوش اسمولارک     | ۹ ژانویه ۱۹۸۱ (۲۵ سال)   | ۱۳          | باشگاه فوتبال بروسیا دورتموند    |
| ۱۶    | هافبک     | آرکادیوش رادومسکی    | ۲۷ ژوئن ۱۹۷۷ (۲۸ سال)    | ۲۰          | باشگاه فوتبال آستریا وین         |
| ۱۷    | هافبک     | داریوش دوتکا         | ۹ دسامبر ۱۹۸۳ (۲۲ سال)   | ۷           | باشگاه فوتبال ویسوا کراکوف       |
| ۱۸    | مدافع     | ماریوش لواندوفسکی    | ۱۸ مه ۱۹۷۹ (۲۷ سال)      | ۲۵          | باشگاه فوتبال شاختار دونتسک      |
| ۱۹    | مدافع     | بارتوش بوساتسکی      | ۲۰ دسامبر ۱۹۷۵ (۳۰ سال)  | ۱۱          | باشگاه فوتبال لخ پوزنان          |
| ۲۰    | هافبک     | پیوتر گیزا           | ۲۸ فوریه ۱۹۸۰ (۲۶ سال)   | ۴           | Cracovia                         |
| ۲۱    | مهاجم     | ایرنوش یلنی          | ۹ آوریل ۱۹۸۱ (۲۵ سال)    | ۹           | Wisła Płock                      |
| ۲۲    | دروازه‌بان | ووکاش فابیانیسکی     | ۱۸ آوریل ۱۹۸۵ (۲۱ سال)   | ۲           | باشگاه فوتبال لگیا ورشو          |
| ۲۳    | مهاجم     | پاوو بروژک           | ۲۱ آوریل ۱۹۸۳ (۲۳ سال)   | ۴           | باشگاه فوتبال ویسوا کراکوف       |

## گروه B

### انگلستان
سرمربی:  سون یوران اریکسون
| شماره | جایگاه    | بازیکن               | تاریخ تولد/سن            | بازی‌های ملی | باشگاه                        |
| ----- | --------- | -------------------- | ------------------------ | ----------- | ----------------------------- |
| ۱     | دروازه‌بان | پل رابینسون          | ۱۵ اکتبر ۱۹۷۹ (۲۶ سال)   | ۲۱          | باشگاه فوتبال تاتنهام هاتسپر  |
| ۲     | مدافع     | گری نویل             | ۱۸ فوریه ۱۹۷۵ (۳۱ سال)   | ۷۹          | باشگاه فوتبال منچستر یونایتد  |
| ۳     | مدافع     | اشلی کول             | ۲۰ دسامبر ۱۹۸۰ (۲۵ سال)  | ۴۶          | باشگاه فوتبال آرسنال          |
| ۴     | هافبک     | استیون جرارد         | ۳۰ مه ۱۹۸۰ (۲۶ سال)      | ۴۲          | باشگاه فوتبال لیورپول         |
| ۵     | مدافع     | ریو فردیناند         | ۷ نوامبر ۱۹۷۸ (۲۷ سال)   | ۴۷          | باشگاه فوتبال منچستر یونایتد  |
| ۶     | مدافع     | جان تری              | ۷ دسامبر ۱۹۸۰ (۲۵ سال)   | ۲۴          | باشگاه فوتبال چلسی            |
| ۷     | هافبک     | دیوید بکام (کاپیتان) | ۲ مه ۱۹۷۵ (۳۱ سال)       | ۸۹          | باشگاه فوتبال رئال مادرید     |
| ۸     | هافبک     | فرانک لمپارد         | ۲۰ ژوئن ۱۹۷۸ (۲۷ سال)    | ۴۰          | باشگاه فوتبال چلسی            |
| ۹     | مهاجم     | وین رونی             | ۲۴ اکتبر ۱۹۸۵ (۲۰ سال)   | ۲۹          | باشگاه فوتبال منچستر یونایتد  |
| ۱۰    | مهاجم     | مایکل اوون           | ۱۴ دسامبر ۱۹۷۹ (۲۶ سال)  | ۷۷          | باشگاه فوتبال نیوکاسل یونایتد |
| ۱۱    | هافبک     | جو کول               | ۸ نوامبر ۱۹۸۱ (۲۴ سال)   | ۳۲          | باشگاه فوتبال چلسی            |
| ۱۲    | مدافع     | سول کمپل             | ۱۸ سپتامبر ۱۹۷۴ (۳۱ سال) | ۶۸          | باشگاه فوتبال آرسنال          |
| ۱۳    | دروازه‌بان | دیوید جیمز           | ۱ اوت ۱۹۷۰ (۳۵ سال)      | ۳۴          | باشگاه فوتبال منچستر سیتی     |
| ۱۴    | مدافع     | وین بریج             | ۵ اوت ۱۹۸۰ (۲۵ سال)      | ۲۳          | باشگاه فوتبال چلسی            |
| ۱۵    | مدافع     | جیمی کرگر            | ۲۸ ژانویه ۱۹۷۸ (۲۸ سال)  | ۲۵          | باشگاه فوتبال لیورپول         |
| ۱۶    | هافبک     | اوون هارگریوز        | ۲۰ ژانویه ۱۹۸۱ (۲۵ سال)  | ۳۰          | باشگاه فوتبال بایرن مونیخ     |
| ۱۷    | هافبک     | جرمین جناس           | ۱۸ فوریه ۱۹۸۳ (۲۳ سال)   | ۱۵          | باشگاه فوتبال تاتنهام هاتسپر  |
| ۱۸    | هافبک     | مایکل کریک           | ۲۸ ژوئیه ۱۹۸۱ (۲۴ سال)   | ۶           | باشگاه فوتبال تاتنهام هاتسپر  |
| ۱۹    | هافبک     | آرون لنون            | ۱۶ آوریل ۱۹۸۷ (۱۹ سال)   | ۱           | باشگاه فوتبال تاتنهام هاتسپر  |
| ۲۰    | هافبک     | استوارت داونینگ      | ۲۲ ژوئیه ۱۹۸۴ (۲۱ سال)   | ۲           | باشگاه فوتبال میدلزبرو        |
| ۲۱    | مهاجم     | پیتر کراوچ           | ۳۰ ژانویه ۱۹۸۱ (۲۵ سال)  | ۷           | باشگاه فوتبال لیورپول         |
| ۲۲    | دروازه‌بان | اسکات کارسن          | ۳ سپتامبر ۱۹۸۵ (۲۰ سال)  | ۰           | باشگاه فوتبال لیورپول         |
| ۲۳    | مهاجم     | تئو والکات           | ۱۶ مارس ۱۹۸۹ (۱۷ سال)    | ۱           | باشگاه فوتبال آرسنال          |

### پاراگوئه
سرمربی:  Aníbal Ruiz
| شماره | جایگاه    | بازیکن                  | تاریخ تولد/سن           | بازی‌های ملی | باشگاه                          |
| ----- | --------- | ----------------------- | ----------------------- | ----------- | ------------------------------- |
| ۱     | دروازه‌بان | هوشتو ویلار             | ۳۰ ژوئن ۱۹۷۷ (۲۸ سال)   | ۳۹          | باشگاه فوتبال نیولز اولد بویز   |
| ۲     | مدافع     | اورگی مارتین نونیز      | ۲۲ ژانویه ۱۹۷۸ (۲۸ سال) | ۱۵          | باشگاه فوتبال استودیانتس        |
| ۳     | مدافع     | دلو تولیدو              | ۲ اکتبر ۱۹۷۶ (۲۹ سال)   | ۳۰          | باشگاه فوتبال رئال ساراگوسا     |
| ۴     | مدافع     | کارلوس گامارا (کاپیتان) | ۱۷ فوریه ۱۹۷۱ (۳۵ سال)  | ۱۰۶         | باشگاه فوتبال پالمیراس          |
| ۵     | مدافع     | جولیو سزار کاسرز        | ۵ اکتبر ۱۹۷۹ (۲۶ سال)   | ۳۲          | باشگاه فوتبال ریور پلاته        |
| ۶     | هافبک     | کارلس بونت              | ۲ اکتبر ۱۹۷۷ (۲۸ سال)   | ۲۹          | باشگاه فوتبال لیبرتاد           |
| ۷     | مهاجم     | سالوادور کابنس          | ۵ اوت ۱۹۸۰ (۲۵ سال)     | ۱۵          | Jaguares                        |
| ۸     | هافبک     | ادگار بارتو             | ۱۵ ژوئیه ۱۹۸۴ (۲۱ سال)  | ۱۵          | باشگاه فوتبال ان. ئی. سی        |
| ۹     | مهاجم     | روکه سانتا کروز         | ۱۶ اوت ۱۹۸۱ (۲۴ سال)    | ۴۲          | باشگاه فوتبال بایرن مونیخ       |
| ۱۰    | هافبک     | روبرتو آکونیا           | ۲۵ مارس ۱۹۷۲ (۳۴ سال)   | ۹۳          | باشگاه فوتبال دپورتیوو لاکرونیا |
| ۱۱    | هافبک     | دیگو گاویلان            | ۱ مارس ۱۹۸۰ (۲۶ سال)    | ۳۹          | باشگاه فوتبال نیولز اولد بویز   |
| ۱۲    | دروازه‌بان | درلس گومز               | ۲ نوامبر ۱۹۷۲ (۳۳ سال)  | ۵           | Sportivo Luqueño                |
| ۱۳    | هافبک     | کارلوس اومبرتو پاردس    | ۱۶ ژوئیه ۱۹۷۶ (۲۹ سال)  | ۶۸          | باشگاه فوتبال رجینا             |
| ۱۴    | مدافع     | پائول دا سیلوا          | ۱ فوریه ۱۹۸۰ (۲۶ سال)   | ۳۳          | باشگاه فوتبال دپورتیوو تولوکا   |
| ۱۵    | مدافع     | جولیو سزا منزور         | ۲۲ ژوئن ۱۹۸۱ (۲۴ سال)   | ۱۳          | باشگاه فوتبال سانتوس            |
| ۱۶    | هافبک     | کریستین ریوروس          | ۱۶ اکتبر ۱۹۸۲ (۲۳ سال)  | ۹           | باشگاه فوتبال لیبرتاد           |
| ۱۷    | هافبک     | اوزی مونتیل             | ۱۹ مارس ۱۹۸۸ (۱۸ سال)   | ۶           | باشگاه ورزشی الیمپیا            |
| ۱۸    | مهاجم     | نلسون هیدو والدز        | ۲۸ نوامبر ۱۹۸۳ (۲۲ سال) | ۱۱          | باشگاه ورزشی وردر برمن          |
| ۱۹    | هافبک     | جولیو داس سانتوس        | ۷ مه ۱۹۸۳ (۲۳ سال)      | ۱۷          | باشگاه فوتبال بایرن مونیخ       |
| ۲۰    | مهاجم     | دانته لوپز              | ۱۶ اوت ۱۹۸۳ (۲۲ سال)    | ۷           | باشگاه فوتبال جنوا              |
| ۲۱    | مدافع     | دنیس کانیزا             | ۲۹ اوت ۱۹۷۴ (۳۱ سال)    | ۷۴          | باشگاه فوتبال کروز آزول         |
| ۲۲    | دروازه‌بان | آلدو بابودیلا           | ۲۰ آوریل ۱۹۷۶ (۳۰ سال)  | ۵           | باشگاه فوتبال لیبرتاد           |
| ۲۳    | مهاجم     | ناسون کوئویس            | ۱۰ ژانویه ۱۹۸۰ (۲۶ سال) | ۳۵          | باشگاه فوتبال پاچوکا            |

### سوئد
سرمربی: لارس لاگربک
| شماره | جایگاه    | بازیکن                | تاریخ تولد/سن            | بازی‌های ملی | باشگاه                        |
| ----- | --------- | --------------------- | ------------------------ | ----------- | ----------------------------- |
| ۱     | دروازه‌بان | آندریاس ایساکسون      | ۳ اکتبر ۱۹۸۱ (۲۴ سال)    | ۳۹          | باشگاه فوتبال رن              |
| ۲     | مدافع     | میکائیل نیلسون        | ۲۴ ژوئن ۱۹۷۸ (۲۷ سال)    | ۲۷          | باشگاه فوتبال پاناتینایکوس    |
| ۳     | مدافع     | اولاف ملبرگ (کاپیتان) | ۳ سپتامبر ۱۹۷۷ (۲۸ سال)  | ۶۴          | باشگاه فوتبال استون ویلا      |
| ۴     | مدافع     | تدی لوچیچ             | ۱۵ آوریل ۱۹۷۳ (۳۳ سال)   | ۸۱          | باشگاه فوتبال هکن             |
| ۵     | مدافع     | اریک ادمان            | ۱۱ نوامبر ۱۹۷۸ (۲۷ سال)  | ۳۷          | باشگاه فوتبال رن              |
| ۶     | هافبک     | توبایاس لیندراث       | ۲۱ آوریل ۱۹۷۹ (۲۷ سال)   | ۵۸          | باشگاه فوتبال کپنهاگن         |
| ۷     | هافبک     | نیکلاس آلکساندرشون    | ۲۹ دسامبر ۱۹۷۱ (۳۴ سال)  | ۸۷          | باشگاه فوتبال گوتبورگ         |
| ۸     | هافبک     | آندرش سونسون          | ۱۷ ژوئیه ۱۹۷۶ (۲۹ سال)   | ۶۶          | باشگاه فوتبال الفسبوری        |
| ۹     | هافبک     | فردریک لیونبرگ        | ۱۶ آوریل ۱۹۷۷ (۲۹ سال)   | ۵۷          | باشگاه فوتبال آرسنال          |
| ۱۰    | مهاجم     | زلاتان ابراهیموویچ    | ۳ اکتبر ۱۹۸۱ (۲۴ سال)    | ۳۸          | باشگاه فوتبال یوونتوس         |
| ۱۱    | مهاجم     | هنریک لارشون          | ۲۰ سپتامبر ۱۹۷۱ (۳۴ سال) | ۸۹          | باشگاه فوتبال بارسلونا        |
| ۱۲    | دروازه‌بان | جان الوباج            | ۱۰ اوت ۱۹۸۲ (۲۳ سال)     | ۲           | باشگاه فوتبال ویبورگ          |
| ۱۳    | مدافع     | پتر هانسون            | ۱۴ دسامبر ۱۹۷۶ (۲۹ سال)  | ۱۳          | باشگاه فوتبال هیرنفین         |
| ۱۴    | مدافع     | فردریک ستنمن          | ۲ ژوئن ۱۹۸۳ (۲۳ سال)     | ۱           | باشگاه فوتبال بایر ۰۴ لورکوزن |
| ۱۵    | مدافع     | کارل سونسون           | ۲۱ مارس ۱۹۸۴ (۲۲ سال)    | ۱           | باشگاه فوتبال گوتبورگ         |
| ۱۶    | هافبک     | کیم شلستروم           | ۲۴ اوت ۱۹۸۲ (۲۳ سال)     | ۳۴          | باشگاه فوتبال رن              |
| ۱۷    | مهاجم     | یوهان الماندر         | ۲۷ مه ۱۹۸۱ (۲۵ سال)      | ۱۸          | باشگاه فوتبال بروندبی         |
| ۱۸    | هافبک     | ماتیاس یونسون         | ۱۶ ژانویه ۱۹۷۴ (۳۲ سال)  | ۵۳          | باشگاه فوتبال دیورگاردن       |
| ۱۹    | هافبک     | دانیل آندرشون         | ۲۸ اوت ۱۹۷۷ (۲۸ سال)     | ۴۷          | باشگاه فوتبال مالمو           |
| ۲۰    | مهاجم     | مارکس آلباک           | ۵ ژوئیه ۱۹۷۳ (۳۲ سال)    | ۵۶          | باشگاه فوتبال کپنهاگن         |
| ۲۱    | هافبک     | کریستین ویلهمسن       | ۸ دسامبر ۱۹۷۹ (۲۶ سال)   | ۲۹          | باشگاه فوتبال اندرلشت         |
| ۲۲    | مهاجم     | مارکوس روزنبرگ        | ۲۷ سپتامبر ۱۹۸۲ (۲۳ سال) | ۸           | باشگاه فوتبال آژاکس آمستردام  |
| ۲۳    | دروازه‌بان | رامی شابان            | ۳۰ ژوئن ۱۹۷۵ (۳۰ سال)    | ۱           | باشگاه فوتبال فردریکستاد      |

### ترینیداد و توباگو
سرمربی:  لیو بنهاکر
| شماره | جایگاه    | بازیکن               | تاریخ تولد/سن           | بازی‌های ملی | باشگاه                        |
| ----- | --------- | -------------------- | ----------------------- | ----------- | ----------------------------- |
| ۱     | دروازه‌بان | شاکا هیسلپ           | ۲۲ فوریه ۱۹۶۹ (۳۷ سال)  | ۲۴          | باشگاه فوتبال وستهام یونایتد  |
| ۲     | مدافع     | لن کوکس              | ۲۵ مارس ۱۹۷۱ (۳۵ سال)   | ۱۶          | باشگاه فوتبال گیلینگام        |
| ۳     | مدافع     | ایوری جان            | ۱۸ ژوئن ۱۹۷۵ (۳۰ سال)   | ۵۷          | نیوانگلند رولوشن              |
| ۴     | مدافع     | ماروین اندرو         | ۲۲ دسامبر ۱۹۷۵ (۳۰ سال) | ۹۸          | باشگاه فوتبال رنجرز           |
| ۵     | مدافع     | برنت سانچو           | ۱۳ مارس ۱۹۷۷ (۲۹ سال)   | ۴۰          | باشگاه فوتبال گیلینگام        |
| ۶     | مدافع     | دنیس لارنس           | ۱ اوت ۱۹۷۴ (۳۱ سال)     | ۶۳          | باشگاه فوتبال رکسهام          |
| ۷     | هافبک     | کریس برکال           | ۵ مه ۱۹۸۴ (۲۲ سال)      | ۱۹          | باشگاه فوتبال پورت ویل        |
| ۸     | مدافع     | سید گری              | ۲۱ نوامبر ۱۹۷۳ (۳۲ سال) | ۳۹          | San Juan Jabloteh             |
| ۹     | هافبک     | اورتس ویتلی          | ۱ مه ۱۹۷۷ (۲۹ سال)      | ۲۴          | San Juan Jabloteh             |
| ۱۰    | هافبک     | راسل لاتاپی          | ۲ اوت ۱۹۶۸ (۳۷ سال)     | ۶۶          | باشگاه فوتبال فالکیرک         |
| ۱۱    | هافبک     | کارلوس ادواردز       | ۲۴ اکتبر ۱۹۷۸ (۲۷ سال)  | ۵۱          | باشگاه فوتبال لوتون تاون      |
| ۱۲    | مهاجم     | کولین ساموئل         | ۲۷ اوت ۱۹۸۱ (۲۴ سال)    | ۱۸          | باشگاه فوتبال داندی یونایتد   |
| ۱۳    | مهاجم     | کرنل گلن             | ۲۱ اکتبر ۱۹۸۰ (۲۵ سال)  | ۳۵          | باشگاه فوتبال لس‌آنجلس گلکسی   |
| ۱۴    | مهاجم     | استرن جان            | ۳۰ اکتبر ۱۹۷۶ (۲۹ سال)  | ۹۵          | باشگاه فوتبال کاونتری سیتی    |
| ۱۵    | مهاجم     | کنوین جونز           | ۵ اکتبر ۱۹۸۴ (۲۱ سال)   | ۲۹          | باشگاه فوتبال ساوت‌همپتون      |
| ۱۶    | هافبک     | ایوانز وایز          | ۲۳ نوامبر ۱۹۷۳ (۳۲ سال) | ۱۶          | باشگاه فوتبال والدهوف مانهایم |
| ۱۷    | مدافع     | دیوید اتیبا کارلس    | ۲۹ اوت ۱۹۷۷ (۲۸ سال)    | ۱۹          | W Connection                  |
| ۱۸    | هافبک     | دنسیل تیئبولد        | ۲۷ ژوئن ۱۹۸۲ (۲۳ سال)   | ۳۸          | باشگاه فوتبال فالکیرک         |
| ۱۹    | مهاجم     | دوایت یورک (کاپیتان) | ۳ نوامبر ۱۹۷۱ (۳۴ سال)  | ۵۴          | باشگاه فوتبال سیدنی           |
| ۲۰    | مهاجم     | جیسن سکاتلند         | ۱۸ فوریه ۱۹۷۹ (۲۷ سال)  | ۲۵          | باشگاه فوتبال سنت جانستون     |
| ۲۱    | دروازه‌بان | کلوین جک             | ۲۹ آوریل ۱۹۷۶ (۳۰ سال)  | ۳۲          | باشگاه فوتبال داندی           |
| ۲۲    | دروازه‌بان | کلیتن اینس           | ۱۲ ژوئیه ۱۹۷۲ (۳۳ سال)  | ۶۳          | باشگاه فوتبال کاونتری سیتی    |
| ۲۳    | هافبک     | آنتونی ولف           | ۲۳ دسامبر ۱۹۸۳ (۲۲ سال) | ۴           | San Juan Jabloteh             |

## گروه C

### آرژانتین
سرمربی: خوزه پکرمن
| شماره | جایگاه    | بازیکن                     | تاریخ تولد/سن           | بازی‌های ملی | باشگاه                          |
| ----- | --------- | -------------------------- | ----------------------- | ----------- | ------------------------------- |
| ۱     | دروازه‌بان | روبرتو آبوندانزیری         | ۱۹ اوت ۱۹۷۲ (۳۳ سال)    | ۲۲          | باشگاه فوتبال بوکا جونیورز      |
| ۲     | مدافع     | روبرتو آیالا               | ۱۴ آوریل ۱۹۷۳ (۳۳ سال)  | ۱۰۰         | باشگاه فوتبال والنسیا           |
| ۳     | مدافع     | خوان پابلو سورین (کاپیتان) | ۵ مه ۱۹۷۶ (۳۰ سال)      | ۷۱          | باشگاه فوتبال ویارئال           |
| ۴     | مدافع     | فابریسیو کولوچینی          | ۲۲ ژانویه ۱۹۸۲ (۲۴ سال) | ۲۳          | باشگاه فوتبال دپورتیوو لاکرونیا |
| ۵     | هافبک     | استبان کامبیاسو            | ۱۸ اوت ۱۹۸۰ (۲۵ سال)    | ۲۲          | باشگاه فوتبال اینتر میلان       |
| ۶     | مدافع     | گابریل هاینزه              | ۱۹ آوریل ۱۹۷۸ (۲۸ سال)  | ۲۹          | باشگاه فوتبال منچستر یونایتد    |
| ۷     | مهاجم     | خاویر ساویولا              | ۱۱ دسامبر ۱۹۸۱ (۲۴ سال) | ۳۱          | باشگاه فوتبال بارسلونا          |
| ۸     | هافبک     | خاویر ماسچرانو             | ۸ ژوئن ۱۹۸۴ (۲۲ سال)    | ۱۵          | باشگاه فوتبال کورینتیانس        |
| ۹     | مهاجم     | ارنان کرسپو                | ۵ ژوئیه ۱۹۷۵ (۳۰ سال)   | ۵۵          | باشگاه فوتبال چلسی              |
| ۱۰    | هافبک     | خوان رومان ریکلمه          | ۲۴ ژوئن ۱۹۷۸ (۲۷ سال)   | ۳۱          | باشگاه فوتبال ویارئال           |
| ۱۱    | مهاجم     | کارلوس توس                 | ۵ فوریه ۱۹۸۴ (۲۲ سال)   | ۲۱          | باشگاه فوتبال کورینتیانس        |
| ۱۲    | دروازه‌بان | لئو فرانکو                 | ۲۹ مه ۱۹۷۷ (۲۹ سال)     | ۳           | باشگاه فوتبال اتلتیکو مادرید    |
| ۱۳    | مدافع     | لیونل اسکالونی             | ۱۶ مه ۱۹۷۸ (۲۸ سال)     | ۶           | باشگاه فوتبال دپورتیوو لاکرونیا |
| ۱۴    | مهاجم     | رودریگو پالاسیو            | ۵ فوریه ۱۹۸۲ (۲۴ سال)   | ۲           | باشگاه فوتبال بوکا جونیورز      |
| ۱۵    | مدافع     | گابریل میلیتو              | ۷ سپتامبر ۱۹۸۰ (۲۵ سال) | ۱۵          | باشگاه فوتبال رئال ساراگوسا     |
| ۱۶    | هافبک     | پابلو آیمار                | ۳ نوامبر ۱۹۷۹ (۲۶ سال)  | ۴۰          | باشگاه فوتبال والنسیا           |
| ۱۷    | مدافع     | لیاندرو کوفره              | ۹ مه ۱۹۷۸ (۲۸ سال)      | ۲           | باشگاه فوتبال آ.اس. رم          |
| ۱۸    | هافبک     | ماکسی رودریگز              | ۲ ژانویه ۱۹۸۱ (۲۵ سال)  | ۱۳          | باشگاه فوتبال اتلتیکو مادرید    |
| ۱۹    | مهاجم     | لیونل مسی                  | ۲۴ ژوئن ۱۹۸۷ (۱۸ سال)   | ۷           | باشگاه فوتبال بارسلونا          |
| ۲۰    | مهاجم     | خولیو ریکاردو کروز         | ۱۰ اکتبر ۱۹۷۴ (۳۱ سال)  | ۱۵          | باشگاه فوتبال اینتر میلان       |
| ۲۱    | مدافع     | نیکلاس بوردیسو             | ۱۲ آوریل ۱۹۸۱ (۲۵ سال)  | ۸           | باشگاه فوتبال اینتر میلان       |
| ۲۲    | هافبک     | لوچو گونزالز               | ۱۹ ژانویه ۱۹۸۱ (۲۵ سال) | ۲۷          | باشگاه فوتبال پورتو             |
| ۲۳    | دروازه‌بان | اسکار اوستاری              | ۳ ژوئیه ۱۹۸۶ (۱۹ سال)   | ۰           | باشگاه اتلتیکو ایندپندینته      |

### ساحل عاج
سرمربی:  آنری میشل
| شماره | جایگاه    | بازیکن                | تاریخ تولد/سن            | بازی‌های ملی | باشگاه                        |
| ----- | --------- | --------------------- | ------------------------ | ----------- | ----------------------------- |
| ۱     | دروازه‌بان | جین جاکر تیزیه        | ۷ سپتامبر ۱۹۷۲ (۳۳ سال)  | ۲۴          | باشگاه فوتبال اسپرانس تونس    |
| ۲     | هافبک     | کانگو ایکال           | ۷ مارس ۱۹۸۱ (۲۵ سال)     | ۲۲          | باشگاه فوتبال اوسر            |
| ۳     | مدافع     | آرتور بوکا            | ۲ آوریل ۱۹۸۳ (۲۳ سال)    | ۲۳          | باشگاه فوتبال استراسبورگ      |
| ۴     | مدافع     | کولو توره             | ۱۹ مارس ۱۹۸۱ (۲۵ سال)    | ۴۲          | باشگاه فوتبال آرسنال          |
| ۵     | هافبک     | دیدیه زاکورا          | ۱۴ دسامبر ۱۹۸۰ (۲۵ سال)  | ۳۸          | باشگاه فوتبال سن-اتین         |
| ۶     | مدافع     | بلیس کواسی            | ۲ فوریه ۱۹۷۴ (۳۲ سال)    | ۳۶          | باشگاه فوتبال تروا            |
| ۷     | هافبک     | امبری فائی            | ۲۴ ژانویه ۱۹۸۴ (۲۲ سال)  | ۱۴          | باشگاه فوتبال نانت            |
| ۸     | مهاجم     | بناونچر کالو          | ۱۲ ژانویه ۱۹۷۸ (۲۸ سال)  | ۴۹          | باشگاه فوتبال پاری سن ژرمن    |
| ۹     | مهاجم     | آرونا کونه            | ۱۱ نوامبر ۱۹۸۳ (۲۲ سال)  | ۱۷          | باشگاه فوتبال پی‌اس‌وی آیندهوون |
| ۱۰    | هافبک     | جیل یاپس یاپو         | ۱۳ ژانویه ۱۹۸۲ (۲۴ سال)  | ۲۶          | باشگاه ورزشی یانگ بویز برن    |
| ۱۱    | مهاجم     | دیدیه دروگبا          | ۱۱ مارس ۱۹۷۸ (۲۸ سال)    | ۳۲          | باشگاه فوتبال چلسی            |
| ۱۲    | مدافع     | عبدالله میته          | ۶ اکتبر ۱۹۸۰ (۲۵ سال)    | ۱۸          | باشگاه فوتبال المپیک مارسی    |
| ۱۳    | مدافع     | مارکو زورو            | ۲۷ دسامبر ۱۹۸۳ (۲۲ سال)  | ۱۳          | باشگاه فوتبال مسینا           |
| ۱۴    | مهاجم     | باکاری کونه           | ۱۷ سپتامبر ۱۹۸۱ (۲۴ سال) | ۱۶          | باشگاه فوتبال نیس             |
| ۱۵    | مهاجم     | آریونا دیندن          | ۲۶ نوامبر ۱۹۸۰ (۲۵ سال)  | ۳۴          | باشگاه فوتبال لن              |
| ۱۶    | دروازه‌بان | جیرارد ننهاون         | ۱۲ فوریه ۱۹۷۹ (۲۷ سال)   | ۶           | باشگاه فوتبال مون‌پلیه         |
| ۱۷    | مدافع     | سرل دوموراد (کاپیتان) | ۲۲ ژوئیه ۱۹۷۱ (۳۴ سال)   | ۵۰          | Créteil                       |
| ۱۸    | هافبک     | عبدالقادر کیتا        | ۶ اوت ۱۹۸۱ (۲۴ سال)      | ۲۶          | باشگاه فوتبال لیل             |
| ۱۹    | هافبک     | یحیی توره             | ۱۳ مارس ۱۹۸۳ (۲۳ سال)    | ۱۴          | باشگاه فوتبال المپیاکوس       |
| ۲۰    | مدافع     | گای دمل               | ۱۳ ژوئن ۱۹۸۱ (۲۴ سال)    | ۷           | باشگاه فوتبال هامبورگ         |
| ۲۱    | مدافع     | امانوئل ابوئه         | ۴ ژوئن ۱۹۸۳ (۲۳ سال)     | ۱۱          | باشگاه فوتبال آرسنال          |
| ۲۲    | هافبک     | روماریک               | ۴ ژوئن ۱۹۸۳ (۲۳ سال)     | ۸           | باشگاه فوتبال لو مان          |
| ۲۳    | دروازه‌بان | بوبکر بری             | ۳۰ دسامبر ۱۹۷۹ (۲۶ سال)  | ۶           | باشگاه ورزشی رویال بووران     |

### هلند
سرمربی: مارکو فان باستن
| شماره | جایگاه    | بازیکن                    | تاریخ تولد/سن            | بازی‌های ملی | باشگاه                        |
| ----- | --------- | ------------------------- | ------------------------ | ----------- | ----------------------------- |
| ۱     | دروازه‌بان | ادوین فن در سار (کاپیتان) | ۲۹ اکتبر ۱۹۷۰ (۳۵ سال)   | ۱۰۹         | باشگاه فوتبال منچستر یونایتد  |
| ۲     | مدافع     | کیو جیلینز                | ۱۵ سپتامبر ۱۹۷۸ (۲۷ سال) | ۱           | باشگاه فوتبال آزد آلکمار      |
| ۳     | مدافع     | خالد بولحروز              | ۲۸ دسامبر ۱۹۸۱ (۲۴ سال)  | ۱۱          | باشگاه فوتبال هامبورگ         |
| ۴     | مدافع     | یوریس متایسن              | ۵ آوریل ۱۹۸۰ (۲۶ سال)    | ۸           | باشگاه فوتبال آزد آلکمار      |
| ۵     | مدافع     | جووانی فن برونکهورست      | ۵ فوریه ۱۹۷۵ (۳۱ سال)    | ۵۷          | باشگاه فوتبال بارسلونا        |
| ۶     | هافبک     | دنی لاندزات               | ۶ مه ۱۹۷۶ (۳۰ سال)       | ۲۳          | باشگاه فوتبال آزد آلکمار      |
| ۷     | مهاجم     | درک کویت                  | ۲۲ ژوئیه ۱۹۸۰ (۲۵ سال)   | ۱۹          | باشگاه فوتبال فاینورد         |
| ۸     | هافبک     | فیلیپ کوکو                | ۲۹ اکتبر ۱۹۷۰ (۳۵ سال)   | ۹۷          | باشگاه فوتبال پی‌اس‌وی آیندهوون |
| ۹     | مهاجم     | رود فن نیستلروی           | ۱ ژوئیه ۱۹۷۶ (۲۹ سال)    | ۵۱          | باشگاه فوتبال منچستر یونایتد  |
| ۱۰    | هافبک     | رافائل فن در فارت         | ۱۱ فوریه ۱۹۸۳ (۲۳ سال)   | ۳۵          | باشگاه فوتبال هامبورگ         |
| ۱۱    | هافبک     | آرین روبن                 | ۲۳ ژانویه ۱۹۸۴ (۲۲ سال)  | ۲۰          | باشگاه فوتبال چلسی            |
| ۱۲    | مدافع     | جان کرامپکمپ              | ۱۷ اوت ۱۹۸۰ (۲۵ سال)     | ۱۱          | باشگاه فوتبال لیورپول         |
| ۱۳    | مدافع     | آندره اویر                | ۱۱ ژوئیه ۱۹۷۴ (۳۱ سال)   | ۱۹          | باشگاه فوتبال پی‌اس‌وی آیندهوون |
| ۱۴    | مدافع     | جون هایتینخا              | ۱۵ نوامبر ۱۹۸۳ (۲۲ سال)  | ۱۸          | باشگاه فوتبال آژاکس آمستردام  |
| ۱۵    | مدافع     | تیم دا کلر                | ۸ نوامبر ۱۹۷۸ (۲۷ سال)   | ۳           | باشگاه فوتبال آزد آلکمار      |
| ۱۶    | هافبک     | هدویگس مادورو             | ۱۳ فوریه ۱۹۸۵ (۲۱ سال)   | ۱۱          | باشگاه فوتبال آژاکس آمستردام  |
| ۱۷    | مهاجم     | رابین فن پرسی             | ۶ اوت ۱۹۸۳ (۲۲ سال)      | ۱۰          | باشگاه فوتبال آرسنال          |
| ۱۸    | هافبک     | مارک فن بومل              | ۲۲ آوریل ۱۹۷۷ (۲۹ سال)   | ۳۷          | باشگاه فوتبال بارسلونا        |
| ۱۹    | مهاجم     | یان ونگور آف هیسلینک      | ۷ نوامبر ۱۹۷۸ (۲۷ سال)   | ۷           | باشگاه فوتبال پی‌اس‌وی آیندهوون |
| ۲۰    | هافبک     | وسلی اسنایدر              | ۹ ژوئن ۱۹۸۴ (۲۲ سال)     | ۲۳          | باشگاه فوتبال آژاکس آمستردام  |
| ۲۱    | مهاجم     | رایان بابل                | ۱۹ دسامبر ۱۹۸۶ (۱۹ سال)  | ۶           | باشگاه فوتبال آژاکس آمستردام  |
| ۲۲    | دروازه‌بان | هنک تیمر                  | ۳ دسامبر ۱۹۷۱ (۳۴ سال)   | ۲           | باشگاه فوتبال آزد آلکمار      |
| ۲۳    | دروازه‌بان | مارتن استکلنبرگ           | ۲۲ سپتامبر ۱۹۸۲ (۲۳ سال) | ۲           | باشگاه فوتبال آژاکس آمستردام  |

### صربستان و مونته نگرو
سرمربی: ایلیا پتکویچ
| شماره | جایگاه    | بازیکن                  | تاریخ تولد/سن            | بازی‌های ملی | باشگاه                         |
| ----- | --------- | ----------------------- | ------------------------ | ----------- | ------------------------------ |
| ۱     | دروازه‌بان | دراگاسلاو جریک          | ۸ ژوئیه ۱۹۷۴ (۳۱ سال)    | ۴۰          | باشگاه فوتبال عثمانلی‌اسپور     |
| ۲     | هافبک     | ایوان ارگیچ             | ۲۱ ژانویه ۱۹۸۱ (۲۵ سال)  | ۱           | باشگاه فوتبال بازل             |
| ۳     | مدافع     | ایویکا دراگوتینوویچ     | ۱۳ نوامبر ۱۹۷۵ (۳۰ سال)  | ۲۶          | باشگاه فوتبال سویا             |
| ۴     | هافبک     | ایگو دولیای             | ۲۹ اکتبر ۱۹۷۹ (۲۶ سال)   | ۳۷          | باشگاه فوتبال شاختار دونتسک    |
| ۵     | مدافع     | نمانیا ویدیچ            | ۲۱ اکتبر ۱۹۸۱ (۲۴ سال)   | ۲۰          | باشگاه فوتبال منچستر یونایتد   |
| ۶     | مدافع     | گوران گاوارنچیچ         | ۲ اوت ۱۹۷۸ (۲۷ سال)      | ۲۵          | باشگاه فوتبال دینامو کیف       |
| ۷     | هافبک     | آگنین کرومان            | ۱۹ سپتامبر ۱۹۷۸ (۲۷ سال) | ۲۵          | باشگاه فوتبال پورتسموث         |
| ۸     | مهاجم     | ماتیا کژمن              | ۱۲ آوریل ۱۹۷۹ (۲۷ سال)   | ۴۷          | باشگاه فوتبال اتلتیکو مادرید   |
| ۹     | مهاجم     | ساوو میلوشویچ (کاپیتان) | ۲ سپتامبر ۱۹۷۳ (۳۲ سال)  | ۹۸          | باشگاه فوتبال اوساسونا         |
| ۱۰    | هافبک     | دژان استانکوویچ         | ۱۱ سپتامبر ۱۹۷۸ (۲۷ سال) | ۵۸          | باشگاه فوتبال اینتر میلان      |
| ۱۱    | هافبک     | پردراگ جورجویچ          | ۴ اوت ۱۹۷۲ (۳۳ سال)      | ۳۴          | باشگاه فوتبال المپیاکوس        |
| ۱۲    | دروازه‌بان | اولیور کواچویچ          | ۲۹ دسامبر ۱۹۷۴ (۳۱ سال)  | ۳           | باشگاه فوتبال زسکا صوفیه       |
| ۱۳    | مدافع     | دوشان باستا             | ۱۸ اوت ۱۹۸۴ (۲۱ سال)     | ۲           | باشگاه فوتبال ستاره سرخ بلگراد |
| ۱۴    | مدافع     | نناد دورویچ             | ۷ اوت ۱۹۷۹ (۲۶ سال)      | ۱۵          | باشگاه فوتبال پارتیزان         |
| ۱۵    | مدافع     | میلان دودیچ             | ۱ نوامبر ۱۹۷۹ (۲۶ سال)   | ۱۱          | باشگاه فوتبال ستاره سرخ بلگراد |
| ۱۶    | مدافع     | دوشان پتکوویچ           | ۱۳ ژوئن ۱۹۷۴ (۳۱ سال)    | ۱۲          | باشگاه فوتبال بئوگراد          |
| ۱۷    | هافبک     | آلبرت نا                | ۲۹ اکتبر ۱۹۷۴ (۳۱ سال)   | ۴۲          | باشگاه فوتبال پارتیزان         |
| ۱۸    | هافبک     | زوانیمیر ووکیچ          | ۱۹ ژوئیه ۱۹۷۹ (۲۶ سال)   | ۲۵          | باشگاه فوتبال شاختار دونتسک    |
| ۱۹    | مهاجم     | نیکولا ژیگیچ            | ۲۵ سپتامبر ۱۹۸۰ (۲۵ سال) | ۱۱          | باشگاه فوتبال ستاره سرخ بلگراد |
| ۲۰    | مدافع     | ملادم کرستاجی           | ۴ مارس ۱۹۷۴ (۳۲ سال)     | ۴۵          | باشگاه فوتبال شالکه ۰۴         |
| ۲۱    | مهاجم     | دنیل لجوبوجا            | ۴ سپتامبر ۱۹۷۸ (۲۷ سال)  | ۱۵          | باشگاه فوتبال پاری سن ژرمن     |
| ۲۲    | هافبک     | ساسا ایلیچ              | ۳۰ دسامبر ۱۹۷۷ (۲۸ سال)  | ۳۲          | باشگاه فوتبال گالاتاسرای       |
| ۲۳    | دروازه‌بان | ولادیمر استوکوویچ       | ۲۸ ژوئیه ۱۹۸۳ (۲۲ سال)   | ۰           | باشگاه فوتبال ستاره سرخ بلگراد |

## گروه D

### آنگولا
سرمربی: Luís Oliveira Gonçalves
| شماره | جایگاه    | بازیکن                 | تاریخ تولد/سن           | بازی‌های ملی | باشگاه                         |
| ----- | --------- | ---------------------- | ----------------------- | ----------- | ------------------------------ |
| ۱     | دروازه‌بان | جوان ریکاردو           | ۷ ژانویه ۱۹۷۰ (۳۶ سال)  | ۲۶          | باشگاه فوتبال موریرنز          |
| ۲     | مدافع     | مارکو ایروسا           | ۶ اوت ۱۹۸۴ (۲۱ سال)     | ۲           | باشگاه فوتبال باریرنسه         |
| ۳     | مدافع     | جامبا                  | ۱۰ ژوئیه ۱۹۷۷ (۲۸ سال)  | ۳۵          | Aviação                        |
| ۴     | مدافع     | آنتونیو لبو لبو        | ۲۹ مه ۱۹۷۷ (۲۹ سال)     | ۱۵          | باشگاه فوتبال پترو اتلتیکو     |
| ۵     | مدافع     | کالی                   | ۱۱ اکتبر ۱۹۷۸ (۲۷ سال)  | ۲۱          | باشگاه فوتبال باریرنسه         |
| ۶     | هافبک     | میلوی                  | ۲۷ مه ۱۹۸۱ (۲۵ سال)     | ۱۱          | InterClube                     |
| ۷     | هافبک     | پائول فیگریدو          | ۲۸ نوامبر ۱۹۷۲ (۳۳ سال) | ۲۲          | باشگاه فوتبال وارزیم           |
| ۸     | هافبک     | آندری مکانگا           | ۱۴ مه ۱۹۷۸ (۲۸ سال)     | ۳۳          | باشگاه ورزشی السالمیه کویت     |
| ۹     | مهاجم     | مانتوراس               | ۱۸ مارس ۱۹۸۲ (۲۴ سال)   | ۱۱          | باشگاه فوتبال بنفیکا           |
| ۱۰    | مهاجم     | اکوا (کاپیتان)         | ۳۰ مه ۱۹۷۷ (۲۹ سال)     | ۷۷          | باشگاه ورزشی الوکره            |
| ۱۱    | مهاجم     | متیوس گالیونا دا کوستا | ۱۹ ژوئن ۱۹۸۴ (۲۱ سال)   | ۴           | باشگاه فوتبال ژیل ویسنته       |
| ۱۲    | دروازه‌بان | لاما                   | ۱ فوریه ۱۹۸۱ (۲۵ سال)   | ۹           | باشگاه فوتبال پترو اتلتیکو     |
| ۱۳    | هافبک     | ایدسون نابر            | ۳ فوریه ۱۹۸۰ (۲۶ سال)   | ۷           | باشگاه فوتبال پاسوس ده فریرا   |
| ۱۴    | هافبک     | آنتونیو مندوسا         | ۹ اکتبر ۱۹۸۲ (۲۳ سال)   | ۳۴          | باشگاه فوتبال وارزیم           |
| ۱۵    | مدافع     | روی مارکوی             | ۳ سپتامبر ۱۹۷۷ (۲۸ سال) | ۱           | باشگاه فوتبال لیدز یونایتد     |
| ۱۶    | مهاجم     | فلاویو آمادا           | ۲۰ دسامبر ۱۹۷۹ (۲۶ سال) | ۴۶          | باشگاه ورزشی الاهلی مصر        |
| ۱۷    | هافبک     | زی کلانگا              | ۱۲ اکتبر ۱۹۸۳ (۲۲ سال)  | ۲۳          | باشگاه فوتبال پترو اتلتیکو     |
| ۱۸    | مهاجم     | لاو                    | ۱۴ مارس ۱۹۷۹ (۲۷ سال)   | ۳۵          | Aviação                        |
| ۱۹    | مهاجم     | تیتی بونگو             | ۱۱ فوریه ۱۹۸۰ (۲۶ سال)  | ۲           | باشگاه فوتبال کلرمون فوت       |
| ۲۰    | مدافع     | لوکو                   | ۲۵ دسامبر ۱۹۸۴ (۲۱ سال) | ۱۱          | باشگاه فوتبال پریمیرو د آگوستو |
| ۲۱    | مدافع     | لوییس مانوئل فریرا     | ۱ نوامبر ۱۹۷۹ (۲۶ سال)  | ۱۷          | باشگاه فوتبال پترو اتلتیکو     |
| ۲۲    | دروازه‌بان | ماریو هیپولیتو         | ۱ ژوئن ۱۹۸۵ (۲۱ سال)    | ۱           | InterClube                     |
| ۲۳    | مدافع     | مارکو آبرو             | ۸ دسامبر ۱۹۷۴ (۳۱ سال)  | ۳           | باشگاه ورزشی پورتیموننزه       |

### ایران
سرمربی:  برانکو ایوانکوویچ
| شماره | جایگاه    | بازیکن             | تاریخ تولد/سن            | بازی‌های ملی | باشگاه                       |
| ----- | --------- | ------------------ | ------------------------ | ----------- | ---------------------------- |
| ۱     | دروازه‌بان | ابراهیم میرزاپور   | ۱۶ سپتامبر ۱۹۷۸ (۲۷ سال) | ۶۴          | باشگاه فوتبال فولاد خوزستان  |
| ۲     | هافبک     | مهدی مهدوی‌کیا      | ۲۴ ژوئیه ۱۹۷۷ (۲۸ سال)   | ۸۹          | باشگاه فوتبال هامبورگ        |
| ۳     | مدافع     | سهراب بختیاری‌زاده  | ۱۱ سپتامبر ۱۹۷۲ (۳۳ سال) | ۳۱          | باشگاه فوتبال صبای قم        |
| ۴     | مدافع     | یحیی گل‌محمدی       | ۱۹ مارس ۱۹۷۱ (۳۵ سال)    | ۶۹          | باشگاه فوتبال صبای قم        |
| ۵     | مدافع     | رحمان رضایی        | ۲۰ فوریه ۱۹۷۵ (۳۱ سال)   | ۴۳          | باشگاه فوتبال مسینا          |
| ۶     | هافبک     | جواد نکونام        | ۷ سپتامبر ۱۹۸۰ (۲۵ سال)  | ۷۱          | باشگاه فوتبال الشارجه        |
| ۷     | هافبک     | فریدون زندی        | ۲۶ آوریل ۱۹۷۹ (۲۷ سال)   | ۱۰          | باشگاه فوتبال کایزرسلاوترن   |
| ۸     | هافبک     | علی کریمی          | ۸ نوامبر ۱۹۷۸ (۲۷ سال)   | ۹۰          | باشگاه فوتبال بایرن مونیخ    |
| ۹     | مهاجم     | وحید هاشمیان       | ۲۱ ژوئیه ۱۹۷۶ (۲۹ سال)   | ۲۸          | باشگاه فوتبال هانوفر ۹۶      |
| ۱۰    | مهاجم     | علی دایی (کاپیتان) | ۲۱ مارس ۱۹۶۹ (۳۷ سال)    | ۱۴۷         | باشگاه فوتبال صبای قم        |
| ۱۱    | مهاجم     | رسول خطیبی         | ۲۲ سپتامبر ۱۹۷۸ (۲۷ سال) | ۱۲          | باشگاه فوتبال سپاهان اصفهان  |
| ۱۲    | دروازه‌بان | حسن رودباریان      | ۶ ژوئیه ۱۹۷۸ (۲۷ سال)    | ۳           | باشگاه فوتبال پاس تهران      |
| ۱۳    | مدافع     | حسین کعبی          | ۲۳ سپتامبر ۱۹۸۵ (۲۰ سال) | ۴۴          | باشگاه فوتبال فولاد خوزستان  |
| ۱۴    | هافبک     | آندرانیک تیموریان  | ۶ مارس ۱۹۸۳ (۲۳ سال)     | ۷           | باشگاه فوتبال ابومسلم خراسان |
| ۱۵    | مهاجم     | آرش برهانی         | ۱۴ سپتامبر ۱۹۸۳ (۲۲ سال) | ۲۰          | باشگاه فوتبال پاس تهران      |
| ۱۶    | مهاجم     | غلام‌رضا عنایتی     | ۲۳ سپتامبر ۱۹۷۶ (۲۹ سال) | ۱۵          | باشگاه فوتبال استقلال تهران  |
| ۱۷    | مهاجم     | جواد کاظمیان       | ۲۳ آوریل ۱۹۸۱ (۲۵ سال)   | ۲۵          | باشگاه فوتبال پرسپولیس       |
| ۱۸    | هافبک     | محرم نویدکیا       | ۱ نوامبر ۱۹۸۲ (۲۳ سال)   | ۲۴          | باشگاه فوتبال بوخوم          |
| ۱۹    | مدافع     | امیرحسین صادقی     | ۶ سپتامبر ۱۹۸۱ (۲۴ سال)  | ۱           | باشگاه فوتبال استقلال تهران  |
| ۲۰    | مدافع     | محمد نصرتی         | ۱۱ ژانویه ۱۹۸۲ (۲۴ سال)  | ۴۴          | باشگاه فوتبال پاس تهران      |
| ۲۱    | هافبک     | مهرزاد معدنچی      | ۱۰ ژانویه ۱۹۸۵ (۲۱ سال)  | ۶           | باشگاه فوتبال پرسپولیس       |
| ۲۲    | دروازه‌بان | وحید طالب‌لو        | ۲۶ مه ۱۹۸۲ (۲۴ سال)      | ۱           | باشگاه فوتبال استقلال تهران  |
| ۲۳    | هافبک     | مسعود شجاعی        | ۹ ژوئن ۱۹۸۴ (۲۲ سال)     | ۳           | باشگاه فوتبال سایپا تهران    |

### مکزیک
سرمربی:  ریکاردو لا ولپ
| شماره | جایگاه    | بازیکن                  | تاریخ تولد/سن            | بازی‌های ملی | باشگاه                        |
| ----- | --------- | ----------------------- | ------------------------ | ----------- | ----------------------------- |
| ۱     | دروازه‌بان | اوسوالدو سانچز          | ۲۱ سپتامبر ۱۹۷۳ (۳۲ سال) | ۷۰          | باشگاه فوتبال گوادالاخارا     |
| ۲     | مدافع     | کلودیو سوارز            | ۱۷ دسامبر ۱۹۶۸ (۳۷ سال)  | ۱۷۸         | باشگاه فوتبال چیواس یواس‌ای    |
| ۳     | مدافع     | کارلوس سالسیدو          | ۲ آوریل ۱۹۸۰ (۲۶ سال)    | ۳۲          | باشگاه فوتبال گوادالاخارا     |
| ۴     | مدافع     | رافائل مارکز (کاپیتان)  | ۱۳ فوریه ۱۹۷۹ (۲۷ سال)   | ۶۵          | باشگاه فوتبال بارسلونا        |
| ۵     | مدافع     | ریکاردو اوسوریو         | ۳۰ مارس ۱۹۸۰ (۲۶ سال)    | ۳۹          | باشگاه فوتبال کروز آزول       |
| ۶     | هافبک     | خراردو تورادو           | ۳۰ آوریل ۱۹۷۹ (۲۷ سال)   | ۵۶          | باشگاه فوتبال کروز آزول       |
| ۷     | هافبک     | آنتونیو نیلسون          | ۲۳ مه ۱۹۷۶ (۳۰ سال)      | ۳۲          | باشگاه فوتبال دپورتیوو تولوکا |
| ۸     | هافبک     | پاول پاردو              | ۲۶ ژوئیه ۱۹۷۶ (۲۹ سال)   | ۱۲۵         | باشگاه فوتبال آمریکا          |
| ۹     | مهاجم     | خارد بورگتی             | ۱۴ اوت ۱۹۷۳ (۳۲ سال)     | ۷۵          | باشگاه فوتبال بولتون واندررز  |
| ۱۰    | مهاجم     | گیرمو فرانکو            | ۳ نوامبر ۱۹۷۶ (۲۹ سال)   | ۷           | باشگاه فوتبال ویارئال         |
| ۱۱    | هافبک     | رومن مورالز             | ۱۰ اکتبر ۱۹۷۵ (۳۰ سال)   | ۴۶          | باشگاه فوتبال گوادالاخارا     |
| ۱۲    | دروازه‌بان | خوزه ده خسوس کورونا     | ۲۶ ژانویه ۱۹۸۱ (۲۵ سال)  | ۶           | UAG                           |
| ۱۳    | دروازه‌بان | گیرمو اوچوا             | ۱۳ ژوئیه ۱۹۸۵ (۲۰ سال)   | ۱           | باشگاه فوتبال آمریکا          |
| ۱۴    | مدافع     | گنزالو پیندا            | ۱۹ اکتبر ۱۹۸۲ (۲۳ سال)   | ۳۰          | باشگاه فوتبال گوادالاخارا     |
| ۱۵    | مدافع     | اوزی آنتونیو کستری      | ۱۱ اوت ۱۹۸۰ (۲۵ سال)     | ۱۲          | باشگاه فوتبال آمریکا          |
| ۱۶    | مدافع     | ماریو مندز              | ۱ ژوئن ۱۹۷۹ (۲۷ سال)     | ۳۲          | باشگاه فوتبال مونتری          |
| ۱۷    | مهاجم     | فرانسیسکو فانسکو        | ۲ اکتبر ۱۹۷۹ (۲۶ سال)    | ۲۹          | باشگاه فوتبال کروز آزول       |
| ۱۸    | هافبک     | آندرس گواردادو          | ۲۸ سپتامبر ۱۹۸۶ (۱۹ سال) | ۷           | باشگاه فوتبال اطلس            |
| ۱۹    | مهاجم     | عمر براوو               | ۴ مارس ۱۹۸۰ (۲۶ سال)     | ۳۳          | باشگاه فوتبال گوادالاخارا     |
| ۲۰    | هافبک     | رافائل گارسیا تورس      | ۱۴ اوت ۱۹۷۴ (۳۱ سال)     | ۵۲          | باشگاه فوتبال اطلس            |
| ۲۱    | هافبک     | خسوس آریانو             | ۸ مه ۱۹۷۳ (۳۳ سال)       | ۶۹          | باشگاه فوتبال مونتری          |
| ۲۲    | مدافع     | فرانسیسکو خاویر رودریگس | ۲۰ اکتبر ۱۹۸۱ (۲۴ سال)   | ۳۲          | باشگاه فوتبال گوادالاخارا     |
| ۲۳    | هافبک     | لوئیس ارنستو پرز        | ۱۲ ژانویه ۱۹۸۱ (۲۵ سال)  | ۵۲          | باشگاه فوتبال مونتری          |

### پرتغال
سرمربی:  فیلیپه اسکولاری
| شماره | جایگاه    | بازیکن               | تاریخ تولد/سن            | بازی‌های ملی | باشگاه                         |
| ----- | --------- | -------------------- | ------------------------ | ----------- | ------------------------------ |
| ۱     | دروازه‌بان | ریکاردو              | ۱۱ فوریه ۱۹۷۶ (۳۰ سال)   | ۴۹          | باشگاه فوتبال اسپورتینگ پرتغال |
| ۲     | مدافع     | پائولو فریرا         | ۱۸ ژانویه ۱۹۷۹ (۲۷ سال)  | ۳۰          | باشگاه فوتبال چلسی             |
| ۳     | مدافع     | مارکو کنیرا          | ۹ فوریه ۱۹۷۹ (۲۷ سال)    | ۱۴          | باشگاه فوتبال والنسیا          |
| ۴     | مدافع     | ریکاردو کاستا        | ۱۶ مه ۱۹۸۱ (۲۵ سال)      | ۳           | باشگاه فوتبال پورتو            |
| ۵     | مدافع     | فرناندو میرا         | ۵ ژوئن ۱۹۷۸ (۲۸ سال)     | ۳۰          | باشگاه فوتبال اشتوتگارت        |
| ۶     | هافبک     | کاستینا              | ۱ دسامبر ۱۹۷۴ (۳۱ سال)   | ۴۴          | باشگاه فوتبال دینامو مسکو      |
| ۷     | هافبک     | لوئیس فیگو (کاپیتان) | ۴ نوامبر ۱۹۷۲ (۳۳ سال)   | ۱۲۰         | باشگاه فوتبال اینتر میلان      |
| ۸     | هافبک     | پتیت                 | ۲۵ سپتامبر ۱۹۷۶ (۲۹ سال) | ۳۶          | باشگاه فوتبال بنفیکا           |
| ۹     | مهاجم     | پائولتا              | ۲۸ آوریل ۱۹۷۳ (۳۳ سال)   | ۸۲          | باشگاه فوتبال پاری سن ژرمن     |
| ۱۰    | هافبک     | هوگو ویانا           | ۱۵ ژانویه ۱۹۸۳ (۲۳ سال)  | ۲۱          | باشگاه فوتبال والنسیا          |
| ۱۱    | مهاجم     | سیمائو سابروزا       | ۳۱ اکتبر ۱۹۷۹ (۲۶ سال)   | ۴۳          | باشگاه فوتبال بنفیکا           |
| ۱۲    | دروازه‌بان | کوئم                 | ۱۳ نوامبر ۱۹۷۵ (۳۰ سال)  | ۲۴          | باشگاه فوتبال بنفیکا           |
| ۱۳    | مدافع     | میگل مونتیرو         | ۴ ژانویه ۱۹۸۰ (۲۶ سال)   | ۲۸          | باشگاه فوتبال والنسیا          |
| ۱۴    | مدافع     | نونو والنتی          | ۱۲ سپتامبر ۱۹۷۴ (۳۱ سال) | ۲۳          | باشگاه فوتبال اورتون           |
| ۱۵    | مهاجم     | لویس بوئا مورته      | ۴ اوت ۱۹۷۷ (۲۸ سال)      | ۲۴          | باشگاه فوتبال فولام            |
| ۱۶    | مدافع     | ریکاردو کاروالیو     | ۱۸ مه ۱۹۷۸ (۲۸ سال)      | ۲۴          | باشگاه فوتبال چلسی             |
| ۱۷    | مهاجم     | کریستیانو رونالدو    | ۵ فوریه ۱۹۸۵ (۲۱ سال)    | ۳۲          | باشگاه فوتبال منچستر یونایتد   |
| ۱۸    | هافبک     | مانیش                | ۱۱ نوامبر ۱۹۷۷ (۲۸ سال)  | ۳۱          | باشگاه فوتبال دینامو مسکو      |
| ۱۹    | هافبک     | تیاگو مندس           | ۲ مه ۱۹۸۱ (۲۵ سال)       | ۲۲          | باشگاه فوتبال المپیک لیون      |
| ۲۰    | هافبک     | دکو                  | ۲۷ اوت ۱۹۷۷ (۲۸ سال)     | ۳۵          | باشگاه فوتبال بارسلونا         |
| ۲۱    | مهاجم     | نونو گومژ            | ۵ ژوئیه ۱۹۷۶ (۲۹ سال)    | ۵۳          | باشگاه فوتبال بنفیکا           |
| ۲۲    | دروازه‌بان | پائول سانتوس         | ۱۱ دسامبر ۱۹۷۲ (۳۳ سال)  | ۱           | باشگاه ورزشی براگا             |
| ۲۳    | مهاجم     | هلدر پوستیگا         | ۲ اوت ۱۹۸۲ (۲۳ سال)      | ۲۴          | باشگاه فوتبال پورتو            |

## گروه E

### جمهوری چک
سرمربی: کارل بروکنر
| شماره | جایگاه    | بازیکن                 | تاریخ تولد/سن            | بازی‌های ملی | باشگاه                         |
| ----- | --------- | ---------------------- | ------------------------ | ----------- | ------------------------------ |
| ۱     | دروازه‌بان | پیتر چک                | ۲۰ مه ۱۹۸۲ (۲۴ سال)      | ۴۱          | باشگاه فوتبال چلسی             |
| ۲     | مدافع     | زدنک گریگرا            | ۱۴ مه ۱۹۸۰ (۲۶ سال)      | ۴۱          | باشگاه فوتبال آژاکس آمستردام   |
| ۳     | مدافع     | پاول مارش              | ۱۸ ژانویه ۱۹۷۶ (۳۰ سال)  | ۱۰          | باشگاه فوتبال زنیت سن پترزبورگ |
| ۴     | هافبک     | توماش گالاسک (کاپیتان) | ۱۵ ژانویه ۱۹۷۳ (۳۳ سال)  | ۴۹          | باشگاه فوتبال آژاکس آمستردام   |
| ۵     | مدافع     | رادوسلاف کوواچ         | ۱۱ نوامبر ۱۹۷۹ (۲۶ سال)  | ۶           | باشگاه فوتبال اسپارتاک مسکو    |
| ۶     | مدافع     | مارک یانکولوفسکی       | ۹ مه ۱۹۷۷ (۲۹ سال)       | ۴۸          | باشگاه فوتبال آ.ث. میلان       |
| ۷     | هافبک     | لیبور سیونکو           | ۱ فوریه ۱۹۷۷ (۲۹ سال)    | ۱۷          | باشگاه فوتبال آستریا وین       |
| ۸     | هافبک     | کارل پوبورسکی          | ۳۰ مارس ۱۹۷۲ (۳۴ سال)    | ۱۱۵         | Dynamo České Budějovice        |
| ۹     | مهاجم     | یان کولر               | ۳۰ مارس ۱۹۷۳ (۳۳ سال)    | ۶۸          | باشگاه فوتبال بروسیا دورتموند  |
| ۱۰    | هافبک     | توماس روسیچکی          | ۴ اکتبر ۱۹۸۰ (۲۵ سال)    | ۵۴          | باشگاه فوتبال بروسیا دورتموند  |
| ۱۱    | هافبک     | پاول ندود              | ۳۰ اوت ۱۹۷۲ (۳۳ سال)     | ۸۷          | باشگاه فوتبال یوونتوس          |
| ۱۲    | مهاجم     | ورتیسلاو لاک ونک       | ۲۷ سپتامبر ۱۹۷۳ (۳۲ سال) | ۷۲          | باشگاه فوتبال ردبول زالتسبورگ  |
| ۱۳    | مدافع     | مارتین جیرینک          | ۲۵ مه ۱۹۷۹ (۲۷ سال)      | ۲۴          | باشگاه فوتبال اسپارتاک مسکو    |
| ۱۴    | هافبک     | دیوید یارولیم          | ۱۷ مه ۱۹۷۹ (۲۷ سال)      | ۳           | باشگاه فوتبال هامبورگ          |
| ۱۵    | مهاجم     | میلان باروش            | ۲۸ اکتبر ۱۹۸۱ (۲۴ سال)   | ۴۹          | باشگاه فوتبال استون ویلا       |
| ۱۶    | دروازه‌بان | یارومیر بلاژک          | ۲۹ دسامبر ۱۹۷۲ (۳۳ سال)  | ۱۱          | باشگاه فوتبال اسپارتا پراگ     |
| ۱۷    | مهاجم     | ییری اشتاینر           | ۲۷ مه ۱۹۷۶ (۳۰ سال)      | ۲۱          | باشگاه فوتبال هانوفر ۹۶        |
| ۱۸    | مهاجم     | مارک هاینز             | ۴ اوت ۱۹۷۷ (۲۸ سال)      | ۲۸          | باشگاه فوتبال گالاتاسرای       |
| ۱۹    | هافبک     | یان پولاک              | ۱۴ مارس ۱۹۸۱ (۲۵ سال)    | ۱۸          | باشگاه فوتبال نورنبرگ          |
| ۲۰    | هافبک     | یاروسلاف پلاشیل        | ۵ ژانویه ۱۹۸۲ (۲۴ سال)   | ۱۴          | باشگاه فوتبال موناکو           |
| ۲۱    | مدافع     | توماس آجفالوسی         | ۲۴ مارس ۱۹۷۸ (۲۸ سال)    | ۴۸          | باشگاه فوتبال فیورنتینا        |
| ۲۲    | مدافع     | دیوید روزنال           | ۵ ژوئیه ۱۹۸۰ (۲۵ سال)    | ۲۲          | باشگاه فوتبال پاری سن ژرمن     |
| ۲۳    | دروازه‌بان | آنتونیو کیسکی          | ۳۱ مه ۱۹۷۵ (۳۱ سال)      | ۵           | باشگاه فوتبال ساترن رامنسکویه  |

### غنا
سرمربی:  راتومیر دویکوویچ
| شماره | جایگاه    | بازیکن                | تاریخ تولد/سن           | بازی‌های ملی | باشگاه                         |
| ----- | --------- | --------------------- | ----------------------- | ----------- | ------------------------------ |
| ۱     | دروازه‌بان | سامی ادجی             | ۱ سپتامبر ۱۹۸۰ (۲۵ سال) | ۳۱          | Ashdod                         |
| ۲     | هافبک     | هانس سارپی            | ۲۸ ژوئن ۱۹۷۶ (۲۹ سال)   | ۷           | باشگاه فوتبال وولفسبورگ        |
| ۳     | مهاجم     | آساموا جیان           | ۲۲ نوامبر ۱۹۸۵ (۲۰ سال) | ۱۳          | باشگاه فوتبال اودینزه          |
| ۴     | مدافع     | ساموئل کافور          | ۳ سپتامبر ۱۹۷۶ (۲۹ سال) | ۵۸          | باشگاه فوتبال آ.اس. رم         |
| ۵     | مدافع     | جان منسا              | ۲۹ نوامبر ۱۹۸۲ (۲۳ سال) | ۳۳          | باشگاه فوتبال رن               |
| ۶     | مدافع     | امانوئل پاپو          | ۳ مارس ۱۹۸۱ (۲۵ سال)    | ۲۷          | باشگاه فوتبال هاپوئل کفار سابا |
| ۷     | مدافع     | ایلیاسو شیلا          | ۲۶ اکتبر ۱۹۸۲ (۲۳ سال)  | ۲           | Asante Kotoko                  |
| ۸     | هافبک     | مایکل اسین            | ۳ دسامبر ۱۹۸۲ (۲۳ سال)  | ۱۷          | باشگاه فوتبال چلسی             |
| ۹     | هافبک     | درک بواتنگ            | ۲ مه ۱۹۸۳ (۲۳ سال)      | ۱۱          | باشگاه فوتبال آی‌ای‌کی           |
| ۱۰    | هافبک     | استفان آپیا (کاپیتان) | ۲۴ دسامبر ۱۹۸۰ (۲۵ سال) | ۴۲          | باشگاه فوتبال فنرباغچه         |
| ۱۱    | هافبک     | سولی مونتاری          | ۲۷ اوت ۱۹۸۴ (۲۱ سال)    | ۱۶          | باشگاه فوتبال اودینزه          |
| ۱۲    | مهاجم     | الکس تچی منسا         | ۱۵ فوریه ۱۹۷۷ (۲۹ سال)  | ۵           | باشگاه فوتبال سنت گالن         |
| ۱۳    | مدافع     | حبیب محمد             | ۱۰ دسامبر ۱۹۸۳ (۲۲ سال) | ۱           | King Faisal Babes              |
| ۱۴    | مهاجم     | متیو آموها            | ۲۴ اکتبر ۱۹۸۰ (۲۵ سال)  | ۱۶          | باشگاه فوتبال بروسیا دورتموند  |
| ۱۵    | هافبک     | جان پینتسیل           | ۱۵ ژوئن ۱۹۸۱ (۲۴ سال)   | ۲۱          | باشگاه فوتبال هاپوئل تل‌آویو    |
| ۱۶    | دروازه‌بان | جرج آوو               | ۱۷ ژوئن ۱۹۸۲ (۲۳ سال)   | ۶           | Ashanti Gold                   |
| ۱۷    | مدافع     | دنیل کوایه            | ۲۵ دسامبر ۱۹۸۰ (۲۵ سال) | ۷           | باشگاه ورزشی هارتس آف اوک      |
| ۱۸    | مدافع     | اریک ادو              | ۱۲ نوامبر ۱۹۷۸ (۲۷ سال) | ۶           | باشگاه فوتبال پی‌اس‌وی آیندهوون  |
| ۱۹    | مهاجم     | رازک پیپانگ           | ۳۰ دسامبر ۱۹۸۲ (۲۳ سال) | ۴           | باشگاه فوتبال کپنهاگن          |
| ۲۰    | مهاجم     | اتو آدو               | ۹ ژوئن ۱۹۷۵ (۳۱ سال)    | ۱۳          | باشگاه فوتبال ماینتس ۰۵        |
| ۲۱    | مدافع     | عیسی گابریل احمد      | ۲۴ مه ۱۹۸۲ (۲۴ سال)     | ۱۰          | باشگاه فوتبال راندرس           |
| ۲۲    | دروازه‌بان | ریچارد کینگسان        | ۱۳ ژوئن ۱۹۷۸ (۲۷ سال)   | ۳۳          | باشگاه فوتبال عثمانلی‌اسپور     |
| ۲۳    | هافبک     | هامنو هرانان          | ۱ آوریل ۱۹۸۶ (۲۰ سال)   | ۷           | باشگاه فوتبال ستاره سرخ بلگراد |

### ایتالیا
سرمربی: مارچلو لیپی
| شماره | جایگاه    | بازیکن                   | تاریخ تولد/سن            | بازی‌های ملی | باشگاه                   |
| ----- | --------- | ------------------------ | ------------------------ | ----------- | ------------------------ |
| ۱     | دروازه‌بان | جانلوئیجی بوفون          | ۲۸ ژانویه ۱۹۷۸ (۲۸ سال)  | ۶۰          | باشگاه فوتبال یوونتوس    |
| ۲     | مدافع     | کریستین زاکاردو          | ۲۱ دسامبر ۱۹۸۱ (۲۴ سال)  | ۱۲          | باشگاه فوتبال پالرمو     |
| ۳     | مدافع     | فابیو گروسو              | ۲۸ نوامبر ۱۹۷۷ (۲۸ سال)  | ۱۷          | باشگاه فوتبال پالرمو     |
| ۴     | هافبک     | دنیله د روسی             | ۲۴ ژوئیه ۱۹۸۳ (۲۲ سال)   | ۱۷          | باشگاه فوتبال آ.اس. رم   |
| ۵     | مدافع     | فابیو کاناوارو (کاپیتان) | ۱۳ سپتامبر ۱۹۷۳ (۳۲ سال) | ۹۳          | باشگاه فوتبال یوونتوس    |
| ۶     | مدافع     | آندره‌آ بارتزالی          | ۸ مه ۱۹۸۱ (۲۵ سال)       | ۸           | باشگاه فوتبال پالرمو     |
| ۷     | مهاجم     | آلساندرو دل‌پیرو          | ۹ نوامبر ۱۹۷۴ (۳۱ سال)   | ۷۴          | باشگاه فوتبال یوونتوس    |
| ۸     | هافبک     | جنارو گتوزو              | ۹ ژانویه ۱۹۷۸ (۲۸ سال)   | ۴۳          | باشگاه فوتبال آ.ث. میلان |
| ۹     | مهاجم     | لوکا تونی                | ۲۶ مه ۱۹۷۷ (۲۹ سال)      | ۱۸          | باشگاه فوتبال فیورنتینا  |
| ۱۰    | مهاجم     | فرانچسکو توتی            | ۲۷ سپتامبر ۱۹۷۶ (۲۹ سال) | ۵۱          | باشگاه فوتبال آ.اس. رم   |
| ۱۱    | مهاجم     | آلبرتو جیلاردینو         | ۵ ژوئیه ۱۹۸۲ (۲۳ سال)    | ۱۵          | باشگاه فوتبال آ.ث. میلان |
| ۱۲    | دروازه‌بان | آنجلو پروتزی             | ۱۶ فوریه ۱۹۷۰ (۳۶ سال)   | ۳۱          | باشگاه فوتبال لاتزیو     |
| ۱۳    | مدافع     | الساندرو نستا            | ۱۹ مارس ۱۹۷۶ (۳۰ سال)    | ۷۴          | باشگاه فوتبال آ.ث. میلان |
| ۱۴    | دروازه‌بان | مارکو آملیا              | ۲ آوریل ۱۹۸۲ (۲۴ سال)    | ۱           | باشگاه فوتبال لیورنو     |
| ۱۵    | مهاجم     | وینچنزو یاکویینتا        | ۲۱ نوامبر ۱۹۷۹ (۲۶ سال)  | ۱۲          | باشگاه فوتبال اودینزه    |
| ۱۶    | هافبک     | مائورو کامورانزی         | ۴ اکتبر ۱۹۷۶ (۲۹ سال)    | ۲۱          | باشگاه فوتبال یوونتوس    |
| ۱۷    | هافبک     | سیمونه بارونه            | ۳۰ آوریل ۱۹۷۸ (۲۸ سال)   | ۱۳          | باشگاه فوتبال پالرمو     |
| ۱۸    | مهاجم     | فیلیپو اینزاگی           | ۹ اوت ۱۹۷۳ (۳۲ سال)      | ۴۹          | باشگاه فوتبال آ.ث. میلان |
| ۱۹    | مدافع     | جانلوکا زامبروتا         | ۱۹ فوریه ۱۹۷۷ (۲۹ سال)   | ۵۲          | باشگاه فوتبال یوونتوس    |
| ۲۰    | هافبک     | سیمونه پروتا             | ۱۷ سپتامبر ۱۹۷۷ (۲۸ سال) | ۲۴          | باشگاه فوتبال آ.اس. رم   |
| ۲۱    | هافبک     | آندره‌آ پیرلو             | ۱۹ مه ۱۹۷۹ (۲۷ سال)      | ۲۴          | باشگاه فوتبال آ.ث. میلان |
| ۲۲    | مدافع     | ماسیمو اوددو             | ۱۴ ژوئن ۱۹۷۶ (۲۹ سال)    | ۲۰          | باشگاه فوتبال لاتزیو     |
| ۲۳    | مدافع     | مارکو ماتراتسی           | ۱۹ اوت ۱۹۷۳ (۳۲ سال)     | ۲۸          | Inter Milan              |

### ایالات متحده‌ی آمریکا
سرمربی: بروس آرینا
| شماره | جایگاه    | بازیکن                | تاریخ تولد/سن           | بازی‌های ملی | باشگاه                             |
| ----- | --------- | --------------------- | ----------------------- | ----------- | ---------------------------------- |
| ۱     | دروازه‌بان | تیم هاوارد            | ۶ مارس ۱۹۷۹ (۲۷ سال)    | ۱۶          | باشگاه فوتبال منچستر یونایتد       |
| ۲     | مدافع     | کریس البرایت          | ۱۴ ژانویه ۱۹۷۹ (۲۷ سال) | ۲۰          | باشگاه فوتبال لس‌آنجلس گلکسی        |
| ۳     | مدافع     | کارلوس بوکانگرا       | ۲۵ مه ۱۹۷۹ (۲۷ سال)     | ۴۰          | باشگاه فوتبال فولام                |
| ۴     | هافبک     | پابلو مسترونی         | ۲۶ اوت ۱۹۷۶ (۲۹ سال)    | ۴۸          | باشگاه فوتبال کلرادو رپیدز         |
| ۵     | هافبک     | جان اوبراین           | ۲۹ اوت ۱۹۷۷ (۲۸ سال)    | ۳۱          | باشگاه فوتبال چیواس یواس‌ای         |
| ۶     | مدافع     | استیو چاروندولو       | ۱۹ فوریه ۱۹۷۹ (۲۷ سال)  | ۳۵          | باشگاه فوتبال هانوفر ۹۶            |
| ۷     | هافبک     | ادی لووس              | ۱۷ مه ۱۹۷۴ (۳۲ سال)     | ۶۹          | باشگاه فوتبال لیدز یونایتد         |
| ۸     | هافبک     | کلینت دمپسی           | ۹ مارس ۱۹۸۳ (۲۳ سال)    | ۲۱          | نیوانگلند رولوشن                   |
| ۹     | مهاجم     | ادی جانسون            | ۳۱ مارس ۱۹۸۴ (۲۲ سال)   | ۱۸          | باشگاه فوتبال اسپورتینگ کانزاس‌سیتی |
| ۱۰    | هافبک     | کلودیو رینا (کاپیتان) | ۲۰ ژوئیه ۱۹۷۳ (۳۲ سال)  | ۱۰۹         | باشگاه فوتبال منچستر سیتی          |
| ۱۱    | مهاجم     | برایان چینگ           | ۲۴ مه ۱۹۷۸ (۲۸ سال)     | ۲۰          | هیوستون دینامو                     |
| ۱۲    | مدافع     | گرگ برهالتر           | ۱ اوت ۱۹۷۳ (۳۲ سال)     | ۴۴          | باشگاه فوتبال انرژی کوتبوس         |
| ۱۳    | مدافع     | جیمی کانرد            | ۱۲ فوریه ۱۹۷۷ (۲۹ سال)  | ۱۵          | باشگاه فوتبال اسپورتینگ کانزاس‌سیتی |
| ۱۴    | هافبک     | بن السن               | ۳ مه ۱۹۷۷ (۲۹ سال)      | ۳۴          | باشگاه فوتبال دی‌سی یونایتد         |
| ۱۵    | هافبک     | بابی کونوی            | ۲۷ مه ۱۹۸۳ (۲۳ سال)     | ۳۹          | باشگاه فوتبال ریدینگ               |
| ۱۶    | مهاجم     | جاش ولف               | ۲۵ فوریه ۱۹۷۷ (۲۹ سال)  | ۴۷          | باشگاه فوتبال اسپورتینگ کانزاس‌سیتی |
| ۱۷    | هافبک     | دامارکوس بیزلی        | ۲۴ مه ۱۹۸۲ (۲۴ سال)     | ۵۸          | باشگاه فوتبال پی‌اس‌وی آیندهوون      |
| ۱۸    | دروازه‌بان | کیسی کلر              | ۲۹ نوامبر ۱۹۶۹ (۳۶ سال) | ۹۳          | باشگاه فوتبال بروسیا مونشن‌گلادباخ  |
| ۱۹    | دروازه‌بان | مارکس هانمان          | ۱۵ ژوئن ۱۹۷۲ (۳۳ سال)   | ۶           | باشگاه فوتبال ریدینگ               |
| ۲۰    | مهاجم     | برایان مک‌براید        | ۱۹ ژوئن ۱۹۷۲ (۳۳ سال)   | ۹۲          | باشگاه فوتبال فولام                |
| ۲۱    | مهاجم     | لندون داناون          | ۴ مارس ۱۹۸۲ (۲۴ سال)    | ۸۱          | باشگاه فوتبال لس‌آنجلس گلکسی        |
| ۲۲    | مدافع     | اگوچی اونیوو          | ۱۳ مه ۱۹۸۲ (۲۴ سال)     | ۱۴          | باشگاه فوتبال استاندارد لیژ        |
| ۲۳    | مدافع     | ادی پاپ               | ۲۴ دسامبر ۱۹۷۳ (۳۲ سال) | ۸۰          | رئال سالت لیک                      |

## گروه F

### استرالیا
سرمربی:  گاس هیدینک
| شماره | جایگاه    | بازیکن                | تاریخ تولد/سن            | بازی‌های ملی | باشگاه                             |
| ----- | --------- | --------------------- | ------------------------ | ----------- | ---------------------------------- |
| ۱     | دروازه‌بان | مارک شوارزر           | ۶ اکتبر ۱۹۷۲ (۳۳ سال)    | ۳۷          | باشگاه فوتبال میدلزبرو             |
| ۲     | مدافع     | لوکاس نیل             | ۹ مارس ۱۹۷۸ (۲۸ سال)     | ۲۵          | باشگاه فوتبال بلکبرن روورز         |
| ۳     | مدافع     | کریگ مور              | ۱۲ دسامبر ۱۹۷۵ (۳۰ سال)  | ۳۳          | باشگاه فوتبال نیوکاسل یونایتد      |
| ۴     | هافبک     | تیم کیهیل             | ۶ دسامبر ۱۹۷۹ (۲۶ سال)   | ۱۶          | باشگاه فوتبال اورتون               |
| ۵     | هافبک     | جیسون کولینا          | ۵ اوت ۱۹۸۰ (۲۵ سال)      | ۱۳          | باشگاه فوتبال پی‌اس‌وی آیندهوون      |
| ۶     | مدافع     | تونی پاپاویک          | ۴ ژوئیه ۱۹۷۳ (۳۲ سال)    | ۵۶          | باشگاه فوتبال کریستال پالاس        |
| ۷     | مدافع     | برت امرتون            | ۲۲ فوریه ۱۹۷۹ (۲۷ سال)   | ۴۸          | باشگاه فوتبال بلکبرن روورز         |
| ۸     | هافبک     | یوزف سکوکو            | ۱۰ دسامبر ۱۹۷۵ (۳۰ سال)  | ۴۶          | باشگاه فوتبال ویگان اتلتیک         |
| ۹     | مهاجم     | مارک ویدوکا (کاپیتان) | ۹ اکتبر ۱۹۷۵ (۳۰ سال)    | ۳۳          | باشگاه فوتبال میدلزبرو             |
| ۱۰    | مهاجم     | هری کیول              | ۲۲ سپتامبر ۱۹۷۸ (۲۷ سال) | ۲۰          | باشگاه فوتبال لیورپول              |
| ۱۱    | مدافع     | ستن لازریدس           | ۱۶ اوت ۱۹۷۲ (۳۳ سال)     | ۵۹          | باشگاه فوتبال بیرمنگام سیتی        |
| ۱۲    | دروازه‌بان | آنته کوویچ            | ۱۳ ژوئن ۱۹۷۵ (۳۰ سال)    | ۱           | Hammarby                           |
| ۱۳    | هافبک     | وینس گرلا             | ۵ اکتبر ۱۹۷۹ (۲۶ سال)    | ۱۷          | باشگاه فوتبال پارما                |
| ۱۴    | هافبک     | سکات چیپرفیلد         | ۳۰ دسامبر ۱۹۷۵ (۳۰ سال)  | ۴۶          | باشگاه فوتبال بازل                 |
| ۱۵    | مهاجم     | جان الویسی            | ۵ فوریه ۱۹۷۶ (۳۰ سال)    | ۴۱          | باشگاه فوتبال دپورتیوو آلاوز       |
| ۱۶    | مدافع     | مایکل بیچمپ           | ۸ مارس ۱۹۸۱ (۲۵ سال)     | ۲           | باشگاه فوتبال سنترال کوئست مارینرز |
| ۱۷    | مهاجم     | آرچی تامپسون          | ۲۳ اکتبر ۱۹۷۸ (۲۷ سال)   | ۲۰          | باشگاه فوتبال ملبورن ویکتوری       |
| ۱۸    | دروازه‌بان | زلجکو کالاک           | ۱۶ دسامبر ۱۹۷۲ (۳۳ سال)  | ۵۲          | باشگاه فوتبال آ.ث. میلان           |
| ۱۹    | مهاجم     | جاشوا کندی            | ۲۰ اوت ۱۹۸۲ (۲۳ سال)     | ۱           | باشگاه فوتبال دینامو درسدن         |
| ۲۰    | مدافع     | لوک ویلکشیر           | ۲ اکتبر ۱۹۸۱ (۲۴ سال)    | ۸           | باشگاه فوتبال بریستول سیتی         |
| ۲۱    | هافبک     | مایل سترجاوسکی        | ۲۷ مه ۱۹۷۹ (۲۷ سال)      | ۲۲          | باشگاه فوتبال بازل                 |
| ۲۲    | مدافع     | مارک میلیگان          | ۴ اوت ۱۹۸۵ (۲۰ سال)      | ۱           | باشگاه فوتبال سیدنی                |
| ۲۳    | هافبک     | مارک برشیانو          | ۱۱ فوریه ۱۹۸۰ (۲۶ سال)   | ۲۴          | باشگاه فوتبال پارما                |

### برزیل
سرمربی: کارلوس آلبرتو پریرا
| شماره | جایگاه    | بازیکن                | تاریخ تولد/سن            | بازی‌های ملی | باشگاه                        |
| ----- | --------- | --------------------- | ------------------------ | ----------- | ----------------------------- |
| ۱     | دروازه‌بان | دیدا                  | ۷ اکتبر ۱۹۷۳ (۳۲ سال)    | ۸۶          | باشگاه فوتبال آ.ث. میلان      |
| ۲     | مدافع     | کافو (کاپیتان)        | ۷ ژوئن ۱۹۷۰ (۳۶ سال)     | ۱۳۸         | باشگاه فوتبال آ.ث. میلان      |
| ۳     | مدافع     | لوسیو                 | ۸ مه ۱۹۷۸ (۲۸ سال)       | ۵۰          | باشگاه فوتبال بایرن مونیخ     |
| ۴     | مدافع     | خوان                  | ۱ فوریه ۱۹۷۹ (۲۷ سال)    | ۳۸          | باشگاه فوتبال بایر ۰۴ لورکوزن |
| ۵     | هافبک     | امرسون فیریرا دا روسا | ۴ آوریل ۱۹۷۶ (۳۰ سال)    | ۷۰          | باشگاه فوتبال یوونتوس         |
| ۶     | مدافع     | روبرتو کارلوس         | ۱۰ آوریل ۱۹۷۳ (۳۳ سال)   | ۱۲۱         | باشگاه فوتبال رئال مادرید     |
| ۷     | مهاجم     | آدریانو لیته رایبیرو  | ۱۷ فوریه ۱۹۸۲ (۲۴ سال)   | ۳۲          | باشگاه فوتبال اینتر میلان     |
| ۸     | هافبک     | کاکا                  | ۲۲ آوریل ۱۹۸۲ (۲۴ سال)   | ۳۸          | باشگاه فوتبال آ.ث. میلان      |
| ۹     | مهاجم     | رونالدو               | ۲۲ سپتامبر ۱۹۷۶ (۲۹ سال) | ۹۲          | باشگاه فوتبال رئال مادرید     |
| ۱۰    | هافبک     | رونالدینیو            | ۲۱ مارس ۱۹۸۰ (۲۶ سال)    | ۶۳          | باشگاه فوتبال بارسلونا        |
| ۱۱    | هافبک     | زه روبرتو             | ۶ ژوئیه ۱۹۷۴ (۳۱ سال)    | ۷۹          | باشگاه فوتبال بایرن مونیخ     |
| ۱۲    | دروازه‌بان | روژریو سنی            | ۲۲ ژانویه ۱۹۷۳ (۳۳ سال)  | ۱۵          | باشگاه فوتبال سائو پائولو     |
| ۱۳    | مدافع     | سیسینیو               | ۲۴ ژوئن ۱۹۸۰ (۲۵ سال)    | ۱۰          | باشگاه فوتبال رئال مادرید     |
| ۱۴    | مدافع     | لوئیسائو              | ۱۳ فوریه ۱۹۸۱ (۲۵ سال)   | ۱۹          | باشگاه فوتبال بنفیکا          |
| ۱۵    | مدافع     | کریس                  | ۳ ژوئن ۱۹۷۷ (۲۹ سال)     | ۱۶          | باشگاه فوتبال المپیک لیون     |
| ۱۶    | مدافع     | گیلبرتو دا سلیوا میلو | ۲۵ آوریل ۱۹۷۶ (۳۰ سال)   | ۹           | باشگاه فوتبال هرتابرلین       |
| ۱۷    | هافبک     | گیلبرتو سیلوا         | ۷ اکتبر ۱۹۷۶ (۲۹ سال)    | ۳۶          | باشگاه فوتبال آرسنال          |
| ۱۸    | هافبک     | مینیرو                | ۲ اوت ۱۹۷۵ (۳۰ سال)      | ۲           | باشگاه فوتبال سائو پائولو     |
| ۱۹    | هافبک     | جونینیو پرنامبوکانو   | ۳۰ ژانویه ۱۹۷۵ (۳۱ سال)  | ۳۷          | باشگاه فوتبال المپیک لیون     |
| ۲۰    | هافبک     | ریکاردینیو            | ۲۳ مه ۱۹۷۶ (۳۰ سال)      | ۱۹          | باشگاه فوتبال کورینتیانس      |
| ۲۱    | مهاجم     | فرد                   | ۳ اکتبر ۱۹۸۳ (۲۲ سال)    | ۳           | باشگاه فوتبال المپیک لیون     |
| ۲۲    | دروازه‌بان | ژولیو سزار            | ۳ سپتامبر ۱۹۷۹ (۲۶ سال)  | ۱۱          | باشگاه فوتبال اینتر میلان     |
| ۲۳    | مهاجم     | روبینیو               | ۲۵ ژانویه ۱۹۸۴ (۲۲ سال)  | ۲۳          | باشگاه فوتبال رئال مادرید     |

### کرواسی
سرمربی: زلاتکو کرانچار
| شماره | جایگاه    | بازیکن              | تاریخ تولد/سن            | بازی‌های ملی | باشگاه                        |
| ----- | --------- | ------------------- | ------------------------ | ----------- | ----------------------------- |
| ۱     | دروازه‌بان | استیپه پلتیکوسا     | ۸ ژانویه ۱۹۷۹ (۲۷ سال)   | ۵۰          | باشگاه فوتبال شاختار دونتسک   |
| ۲     | هافبک     | داریو سرنا          | ۱ مه ۱۹۸۲ (۲۴ سال)       | ۳۶          | باشگاه فوتبال شاختار دونتسک   |
| ۳     | مدافع     | یوسیپ شیمونیچ       | ۱۸ فوریه ۱۹۷۸ (۲۸ سال)   | ۴۲          | باشگاه فوتبال هرتابرلین       |
| ۴     | مدافع     | روبرت کواچ          | ۶ آوریل ۱۹۷۴ (۳۲ سال)    | ۵۶          | باشگاه فوتبال یوونتوس         |
| ۵     | هافبک     | ایگور تودور         | ۱۶ آوریل ۱۹۷۸ (۲۸ سال)   | ۵۲          | باشگاه فوتبال یوونتوس         |
| ۶     | هافبک     | یوریتسا ورانیش      | ۳۱ ژانویه ۱۹۸۰ (۲۶ سال)  | ۲۴          | باشگاه ورزشی وردر برمن        |
| ۷     | مدافع     | داریو شیمیچ         | ۱۲ نوامبر ۱۹۷۵ (۳۰ سال)  | ۸۰          | باشگاه فوتبال آ.ث. میلان      |
| ۸     | هافبک     | مارکو بابیچ         | ۲۸ ژانویه ۱۹۸۱ (۲۵ سال)  | ۳۳          | باشگاه فوتبال بایر ۰۴ لورکوزن |
| ۹     | مهاجم     | دادو پرشو           | ۵ نوامبر ۱۹۷۴ (۳۱ سال)   | ۲۹          | باشگاه فوتبال رنجرز           |
| ۱۰    | هافبک     | نیکو کواچ (کاپیتان) | ۱۵ اکتبر ۱۹۷۱ (۳۴ سال)   | ۵۸          | باشگاه فوتبال هرتابرلین       |
| ۱۱    | مدافع     | ماریو توکیچ         | ۲۳ ژوئن ۱۹۷۵ (۳۰ سال)    | ۲۸          | باشگاه فوتبال آستریا وین      |
| ۱۲    | دروازه‌بان | جویی دیدولوکا       | ۱۴ اکتبر ۱۹۷۷ (۲۸ سال)   | ۴           | باشگاه فوتبال آستریا وین      |
| ۱۳    | مدافع     | استیه‌پان توماس      | ۶ مارس ۱۹۷۶ (۳۰ سال)     | ۴۸          | باشگاه فوتبال گالاتاسرای      |
| ۱۴    | هافبک     | لوکا مودریچ         | ۹ سپتامبر ۱۹۸۵ (۲۰ سال)  | ۵           | باشگاه فوتبال دینامو زاگرب    |
| ۱۵    | هافبک     | ایوان لکو           | ۷ فوریه ۱۹۷۸ (۲۸ سال)    | ۱۳          | باشگاه فوتبال کلوب بروژ       |
| ۱۶    | هافبک     | یورکو لیکو          | ۹ آوریل ۱۹۸۰ (۲۶ سال)    | ۳۶          | باشگاه فوتبال دینامو کیف      |
| ۱۷    | مهاجم     | ایوان کلاشنیچ       | ۲۹ ژانویه ۱۹۸۰ (۲۶ سال)  | ۲۰          | باشگاه ورزشی وردر برمن        |
| ۱۸    | مهاجم     | ایویکا اولیچ        | ۱۴ سپتامبر ۱۹۷۹ (۲۶ سال) | ۳۶          | باشگاه فوتبال زسکا مسکو       |
| ۱۹    | هافبک     | نیکو کرانچار        | ۱۳ اوت ۱۹۸۴ (۲۱ سال)     | ۲۱          | باشگاه فوتبال هایدوک اسپلیت   |
| ۲۰    | هافبک     | آنتونی شریچ         | ۱۵ ژانویه ۱۹۷۹ (۲۷ سال)  | ۱۴          | باشگاه فوتبال پاناتینایکوس    |
| ۲۱    | مهاجم     | بوشکو بالابن        | ۱۵ اکتبر ۱۹۷۸ (۲۷ سال)   | ۲۷          | باشگاه فوتبال کلوب بروژ       |
| ۲۲    | مهاجم     | ایوان بوشنیاک       | ۶ فوریه ۱۹۷۹ (۲۷ سال)    | ۱۳          | باشگاه فوتبال دینامو زاگرب    |
| ۲۳    | دروازه‌بان | تامیسلاو بیتینا     | ۳۰ مارس ۱۹۷۴ (۳۲ سال)    | ۲۸          | باشگاه فوتبال کلوب بروژ       |

### ژاپن
سرمربی:  زیکو
| شماره | جایگاه    | بازیکن                      | تاریخ تولد/سن            | بازی‌های ملی | باشگاه                                 |
| ----- | --------- | --------------------------- | ------------------------ | ----------- | -------------------------------------- |
| ۱     | دروازه‌بان | سیگو نارازاکی               | ۱۵ آوریل ۱۹۷۶ (۳۰ سال)   | ۵۰          | باشگاه فوتبال ناگویا گرامپوس           |
| ۲     | مدافع     | ترویوکی مونیوا              | ۸ سپتامبر ۱۹۸۱ (۲۴ سال)  | ۸           | باشگاه فوتبال توکیو                    |
| ۳     | مدافع     | یویچی کومانو                | ۲۵ ژوئیه ۱۹۸۱ (۲۴ سال)   | ۸           | باشگاه فوتبال سانفریس هیروشیما         |
| ۴     | هافبک     | یاسوهیتو اندو               | ۲۸ ژانویه ۱۹۸۰ (۲۶ سال)  | ۴۰          | باشگاه فوتبال گامبا اوساکا             |
| ۵     | مدافع     | تسونیاسو می‌یاموتو (کاپیتان) | ۷ فوریه ۱۹۷۷ (۲۹ سال)    | ۶۹          | باشگاه فوتبال گامبا اوساکا             |
| ۶     | مدافع     | کوجی ناکاتا                 | ۹ ژوئیه ۱۹۷۹ (۲۶ سال)    | ۵۵          | باشگاه فوتبال بازل                     |
| ۷     | هافبک     | هیدتوشی ناکاتا              | ۲۲ ژانویه ۱۹۷۷ (۲۹ سال)  | ۷۴          | باشگاه فوتبال فیورنتینا                |
| ۸     | هافبک     | میتسوو وگاساوارا            | ۵ آوریل ۱۹۷۹ (۲۷ سال)    | ۵۱          | باشگاه فوتبال کاشیما آنتلرز            |
| ۹     | مهاجم     | نائوهیرو تاکاهارا           | ۴ ژوئن ۱۹۷۹ (۲۷ سال)     | ۴۱          | باشگاه فوتبال هامبورگ                  |
| ۱۰    | هافبک     | شونسوکی ناکامورا            | ۲۴ ژوئن ۱۹۷۸ (۲۷ سال)    | ۶۰          | باشگاه فوتبال سلتیک                    |
| ۱۱    | مهاجم     | سی‌یچیرو ماکی                | ۷ اوت ۱۹۸۰ (۲۵ سال)      | ۱۰          | باشگاه فوتبال جف یونایتد ایچیهارا چیبا |
| ۱۲    | دروازه‌بان | یویچی دوی                   | ۲۵ ژوئیه ۱۹۷۳ (۳۲ سال)   | ۴           | باشگاه فوتبال توکیو                    |
| ۱۳    | مهاجم     | آتسوشی یاناگیساوا           | ۲۷ مه ۱۹۷۷ (۲۹ سال)      | ۵۶          | باشگاه فوتبال کاشیما آنتلرز            |
| ۱۴    | مدافع     | السساندرو سانتوس            | ۲۰ ژوئیه ۱۹۷۷ (۲۸ سال)   | ۷۲          | باشگاه فوتبال اوراوا رد دیاموندز       |
| ۱۵    | هافبک     | تاکاشی فوکونیشی             | ۱ سپتامبر ۱۹۷۶ (۲۹ سال)  | ۶۲          | باشگاه فوتبال جوبیلو ایواتا            |
| ۱۶    | مهاجم     | ماساشی وگورو                | ۴ مه ۱۹۸۰ (۲۶ سال)       | ۱۸          | Grenoble                               |
| ۱۷    | هافبک     | جونیچی ایناموتو             | ۱۸ سپتامبر ۱۹۷۹ (۲۶ سال) | ۶۳          | باشگاه فوتبال وست برومویچ آلبیون       |
| ۱۸    | هافبک     | شینجی اونو                  | ۲۷ سپتامبر ۱۹۷۹ (۲۶ سال) | ۵۴          | باشگاه فوتبال اوراوا رد دیاموندز       |
| ۱۹    | مدافع     | کیسوکه تسوبوی               | ۱۶ سپتامبر ۱۹۷۹ (۲۶ سال) | ۳۳          | باشگاه فوتبال اوراوا رد دیاموندز       |
| ۲۰    | مهاجم     | کیجی تامادا                 | ۱۱ آوریل ۱۹۸۰ (۲۶ سال)   | ۳۹          | باشگاه فوتبال ناگویا گرامپوس           |
| ۲۱    | مدافع     | آکیرا کاجی                  | ۱۳ ژانویه ۱۹۸۰ (۲۶ سال)  | ۴۳          | باشگاه فوتبال گامبا اوساکا             |
| ۲۲    | مدافع     | یوجی ناکازاوا               | ۲۵ فوریه ۱۹۷۸ (۲۸ سال)   | ۵۰          | باشگاه فوتبال یوکوهاما مارینوس         |
| ۲۳    | دروازه‌بان | یوشیکاتسو کاواگوچی          | ۱۵ اوت ۱۹۷۵ (۳۰ سال)     | ۸۹          | باشگاه فوتبال جوبیلو ایواتا            |

## گروه G

### فرانسه
سرمربی: ریمون دومنک
| شماره | جایگاه    | بازیکن                   | تاریخ تولد/سن            | بازی‌های ملی | باشگاه                        |
| ----- | --------- | ------------------------ | ------------------------ | ----------- | ----------------------------- |
| ۱     | دروازه‌بان | میکائیل لاندرو           | ۱۴ مه ۱۹۷۹ (۲۷ سال)      | ۳           | باشگاه فوتبال نانت            |
| ۲     | مدافع     | ژان-آلاین بومسانگ        | ۱۴ دسامبر ۱۹۷۹ (۲۶ سال)  | ۱۹          | باشگاه فوتبال نیوکاسل یونایتد |
| ۳     | مدافع     | اریک آبیدال              | ۱۱ سپتامبر ۱۹۷۹ (۲۶ سال) | ۸           | باشگاه فوتبال المپیک لیون     |
| ۴     | هافبک     | پاتریک ویرا              | ۲۳ ژوئن ۱۹۷۶ (۲۹ سال)    | ۸۷          | باشگاه فوتبال یوونتوس         |
| ۵     | مدافع     | ویلیام گالاس             | ۱۷ اوت ۱۹۷۷ (۲۸ سال)     | ۴۰          | باشگاه فوتبال چلسی            |
| ۶     | هافبک     | کلود ماکلله              | ۱۸ فوریه ۱۹۷۳ (۳۳ سال)   | ۴۳          | باشگاه فوتبال چلسی            |
| ۷     | هافبک     | فلورن مالودا             | ۱۳ ژوئن ۱۹۸۰ (۲۵ سال)    | ۱۳          | باشگاه فوتبال المپیک لیون     |
| ۸     | هافبک     | ویکاش دوراسو             | ۱۰ اکتبر ۱۹۷۳ (۳۲ سال)   | ۱۶          | Paris Saint-Germain F.C.      |
| ۹     | مهاجم     | سیدنی گووو               | ۲۷ ژوئیه ۱۹۷۹ (۲۶ سال)   | ۱۹          | باشگاه فوتبال المپیک لیون     |
| ۱۰    | هافبک     | زین‌الدین زیدان (کاپیتان) | ۲۳ ژوئن ۱۹۷۲ (۳۳ سال)    | ۱۰۲         | باشگاه فوتبال رئال مادرید     |
| ۱۱    | مهاجم     | سیلوین ویلتورد           | ۱۰ مه ۱۹۷۴ (۳۲ سال)      | ۸۰          | باشگاه فوتبال المپیک لیون     |
| ۱۲    | مهاجم     | تیری آنری                | ۱۷ اوت ۱۹۷۷ (۲۸ سال)     | ۷۸          | باشگاه فوتبال آرسنال          |
| ۱۳    | مدافع     | میکاییل سیلوستره         | ۹ اوت ۱۹۷۷ (۲۸ سال)      | ۳۹          | باشگاه فوتبال منچستر یونایتد  |
| ۱۴    | مهاجم     | لوئیس ساها               | ۸ اوت ۱۹۷۸ (۲۷ سال)      | ۹           | باشگاه فوتبال منچستر یونایتد  |
| ۱۵    | مدافع     | لیلیان تورام             | ۱ ژانویه ۱۹۷۲ (۳۴ سال)   | ۱۱۴         | باشگاه فوتبال یوونتوس         |
| ۱۶    | دروازه‌بان | فابین بارتز              | ۲۸ ژوئن ۱۹۷۱ (۳۴ سال)    | ۸۰          | باشگاه فوتبال المپیک مارسی    |
| ۱۷    | مدافع     | گائل ژیوه                | ۹ اکتبر ۱۹۸۱ (۲۴ سال)    | ۱۱          | باشگاه فوتبال موناکو          |
| ۱۸    | هافبک     | آلو دیارا                | ۱۵ ژوئیه ۱۹۸۱ (۲۴ سال)   | ۹           | باشگاه فوتبال لن              |
| ۱۹    | مدافع     | ویلی سانیول              | ۱۸ مارس ۱۹۷۷ (۲۹ سال)    | ۳۸          | باشگاه فوتبال بایرن مونیخ     |
| ۲۰    | مهاجم     | دیوید ترزگه              | ۱۵ اکتبر ۱۹۷۷ (۲۸ سال)   | ۶۳          | باشگاه فوتبال یوونتوس         |
| ۲۱    | مدافع     | پاسکال چیمبوندا          | ۲۱ فوریه ۱۹۷۹ (۲۷ سال)   | ۱           | باشگاه فوتبال ویگان اتلتیک    |
| ۲۲    | هافبک     | فرانک ریبری              | ۷ آوریل ۱۹۸۳ (۲۳ سال)    | ۳           | باشگاه فوتبال المپیک مارسی    |
| ۲۳    | دروازه‌بان | گرگوری کوپت              | ۳۱ دسامبر ۱۹۷۲ (۳۳ سال)  | ۱۸          | باشگاه فوتبال المپیک لیون     |

### کره جنوبی
سرمربی:  دیک آتفوکات
| شماره | جایگاه    | بازیکن                | تاریخ تولد/سن           | بازی‌های ملی | باشگاه                              |
| ----- | --------- | --------------------- | ----------------------- | ----------- | ----------------------------------- |
| ۱     | دروازه‌بان | لی وون جائه (کاپیتان) | ۲۶ آوریل ۱۹۷۳ (۳۳ سال)  | ۹۷          | باشگاه فوتبال سوون سامسونگ          |
| ۲     | مدافع     | کیم یانگ چال          | ۳۰ ژوئن ۱۹۷۶ (۲۹ سال)   | ۱۲          | باشگاه فوتبال سئونگنام              |
| ۳     | مدافع     | کیم دانگ جن           | ۲۹ ژانویه ۱۹۸۲ (۲۴ سال) | ۳۴          | باشگاه فوتبال سئول                  |
| ۴     | مدافع     | چوی جن چول            | ۲۶ مارس ۱۹۷۱ (۳۵ سال)   | ۶۲          | باشگاه فوتبال چونبوک هیوندای موتورز |
| ۵     | هافبک     | کیم نام آیل           | ۱۴ مارس ۱۹۷۷ (۲۹ سال)   | ۶۶          | باشگاه فوتبال سوون سامسونگ          |
| ۶     | مدافع     | کیم جین کیو           | ۱۶ فوریه ۱۹۸۵ (۲۱ سال)  | ۲۳          | باشگاه فوتبال جوبیلو ایواتا         |
| ۷     | هافبک     | پارک جی سونگ          | ۲۵ فوریه ۱۹۸۱ (۲۵ سال)  | ۶۰          | باشگاه فوتبال منچستر یونایتد        |
| ۸     | هافبک     | کیم دو هیون           | ۱۴ ژوئیه ۱۹۸۲ (۲۳ سال)  | ۷۵          | باشگاه فوتبال سئونگنام              |
| ۹     | مهاجم     | آن یونگ هوان          | ۲۷ ژانویه ۱۹۷۶ (۳۰ سال) | ۶۱          | باشگاه فوتبال ام‌اس‌وی دویسبورگ       |
| ۱۰    | مهاجم     | پارک چو-یونگ          | ۱۰ ژوئیه ۱۹۸۵ (۲۰ سال)  | ۱۸          | باشگاه فوتبال سئول                  |
| ۱۱    | مهاجم     | سئول کی هیون          | ۸ ژانویه ۱۹۷۹ (۲۷ سال)  | ۶۷          | باشگاه فوتبال ولورهمپتون واندررز    |
| ۱۲    | مدافع     | لی یانگ پایو          | ۲۳ آوریل ۱۹۷۷ (۲۹ سال)  | ۸۵          | باشگاه فوتبال تاتنهام هاتسپر        |
| ۱۳    | هافبک     | لی یول یونگ           | ۸ سپتامبر ۱۹۷۵ (۳۰ سال) | ۴۷          | باشگاه فوتبال ترابزون‌اسپور          |
| ۱۴    | مهاجم     | لی چان سو             | ۹ ژوئیه ۱۹۸۱ (۲۴ سال)   | ۶۲          | باشگاه فوتبال اولسان هیوندای        |
| ۱۵    | هافبک     | بیک جی حون            | ۲۸ فوریه ۱۹۸۵ (۲۱ سال)  | ۱۲          | باشگاه فوتبال سئول                  |
| ۱۶    | مهاجم     | چانگ کیونگ هو         | ۲۲ مه ۱۹۸۰ (۲۶ سال)     | ۴۰          | باشگاه فوتبال گیمچئون سانگمو        |
| ۱۷    | هافبک     | لی هو                 | ۲۲ اکتبر ۱۹۸۴ (۲۱ سال)  | ۱۱          | باشگاه فوتبال اولسان هیوندای        |
| ۱۸    | مدافع     | کیم سانگ سیک          | ۱۷ دسامبر ۱۹۷۶ (۲۹ سال) | ۴۲          | باشگاه فوتبال سئونگنام              |
| ۱۹    | مهاجم     | کو جی جین             | ۹ ژوئیه ۱۹۸۱ (۲۴ سال)   | ۲۱          | باشگاه فوتبال شیمیزو اس-پالس        |
| ۲۰    | دروازه‌بان | کیم یانگ دائه         | ۱۱ اکتبر ۱۹۷۹ (۲۶ سال)  | ۱۵          | باشگاه فوتبال سئونگنام              |
| ۲۱    | دروازه‌بان | کیم یانگ کوانگ        | ۲۸ ژوئن ۱۹۸۳ (۲۲ سال)   | ۶           | باشگاه فوتبال چونام دراگونز         |
| ۲۲    | مدافع     | سونگ چونگ گوگ         | ۲۰ فوریه ۱۹۷۹ (۲۷ سال)  | ۵۱          | باشگاه فوتبال سوون سامسونگ          |
| ۲۳    | مدافع     | کو ون هی              | ۱۷ آوریل ۱۹۸۳ (۲۳ سال)  | ۱۳          | باشگاه فوتبال سوون سامسونگ          |

### سوئیس
سرمربی: کوبی کون
| شماره | جایگاه    | بازیکن               | تاریخ تولد/سن           | بازی‌های ملی | باشگاه                           |
| ----- | --------- | -------------------- | ----------------------- | ----------- | -------------------------------- |
| ۱     | دروازه‌بان | پاسکال زوبربالر      | ۸ ژانویه ۱۹۷۱ (۳۵ سال)  | ۴۰          | باشگاه فوتبال بازل               |
| ۲     | مدافع     | ژوان ژورو            | ۱۸ ژانویه ۱۹۸۷ (۱۹ سال) | ۲           | باشگاه فوتبال آرسنال             |
| ۳     | مدافع     | لودووی ماگنین        | ۲۰ آوریل ۱۹۷۹ (۲۷ سال)  | ۳۰          | باشگاه فوتبال اشتوتگارت          |
| ۴     | مدافع     | فیلیپه سندروس        | ۱۴ فوریه ۱۹۸۵ (۲۱ سال)  | ۱۲          | باشگاه فوتبال آرسنال             |
| ۵     | هافبک     | خاویر مارگایراز      | ۱۷ ژانویه ۱۹۸۴ (۲۲ سال) | ۳           | باشگاه فوتبال زوریخ              |
| ۶     | هافبک     | یوهان ووگل (کاپیتان) | ۸ مارس ۱۹۷۷ (۲۹ سال)    | ۸۵          | باشگاه فوتبال آ.ث. میلان         |
| ۷     | هافبک     | ریکاردو کاباناس      | ۱۷ ژانویه ۱۹۷۹ (۲۷ سال) | ۳۷          | باشگاه فوتبال کلن                |
| ۸     | مدافع     | وافائل ویکی          | ۲۶ آوریل ۱۹۷۷ (۲۹ سال)  | ۶۷          | باشگاه فوتبال هامبورگ            |
| ۹     | مهاجم     | الکساندر فرای        | ۱۵ ژوئیه ۱۹۷۹ (۲۶ سال)  | ۴۵          | باشگاه فوتبال رن                 |
| ۱۰    | مهاجم     | دنیل جیگیکس          | ۲۸ اوت ۱۹۸۱ (۲۴ سال)    | ۲۲          | باشگاه فوتبال لیل                |
| ۱۱    | مهاجم     | مارکو سترلر          | ۱۸ ژوئن ۱۹۸۱ (۲۴ سال)   | ۱۰          | باشگاه فوتبال کلن                |
| ۱۲    | دروازه‌بان | دیه‌گو بنالیو         | ۸ سپتامبر ۱۹۸۳ (۲۲ سال) | ۱           | باشگاه فوتبال دیپورتیوو ناسیونال |
| ۱۳    | مدافع     | استیفان گرچتین       | ۳۰ مارس ۱۹۷۹ (۲۷ سال)   | ۶           | باشگاه فوتبال اوسر               |
| ۱۴    | هافبک     | دیوید دیگن           | ۱۵ فوریه ۱۹۸۳ (۲۳ سال)  | ۳           | باشگاه فوتبال بازل               |
| ۱۵    | هافبک     | بلریم ژمایلی         | ۱۲ آوریل ۱۹۸۶ (۲۰ سال)  | ۳           | باشگاه فوتبال زوریخ              |
| ۱۶    | هافبک     | تانکیلو بارنتا       | ۲۲ مه ۱۹۸۵ (۲۱ سال)     | ۱۳          | باشگاه فوتبال بایر ۰۴ لورکوزن    |
| ۱۷    | مدافع     | کریستوفو سپایکر      | ۳۰ مارس ۱۹۷۸ (۲۸ سال)   | ۲۱          | باشگاه فوتبال آینتراخت فرانکفورت |
| ۱۸    | مهاجم     | ماریو لاسترینلی      | ۲۶ فوریه ۱۹۷۶ (۳۰ سال)  | ۵           | باشگاه فوتبال اسپارتا پراگ       |
| ۱۹    | هافبک     | والون بهرامی         | ۱۹ آوریل ۱۹۸۵ (۲۱ سال)  | ۶           | باشگاه فوتبال لاتزیو             |
| ۲۰    | مدافع     | پاتریک مولر          | ۱۷ دسامبر ۱۹۷۶ (۲۹ سال) | ۶۴          | باشگاه فوتبال المپیک لیون        |
| ۲۱    | دروازه‌بان | فابیو کلتوری         | ۳ دسامبر ۱۹۸۰ (۲۵ سال)  | ۲           | باشگاه فوتبال گراس‌هاپر زوریخ     |
| ۲۲    | هافبک     | هاکان یاکین          | ۲۲ فوریه ۱۹۷۷ (۲۹ سال)  | ۴۶          | باشگاه ورزشی یانگ بویز برن       |
| ۲۳    | مدافع     | فیلیپ دیجن           | ۱۵ فوریه ۱۹۸۳ (۲۳ سال)  | ۱۵          | باشگاه فوتبال بروسیا دورتموند    |

### توگو
سرمربی:  اتو فایستر
| شماره | جایگاه    | بازیکن                 | تاریخ تولد/سن            | بازی‌های ملی | باشگاه                            |
| ----- | --------- | ---------------------- | ------------------------ | ----------- | --------------------------------- |
| ۱     | دروازه‌بان | اورو-نیمینی چاگنیرو    | ۳۱ دسامبر ۱۹۷۷ (۲۸ سال)  | ۹           | باشگاه ورزشی جولیبا               |
| ۲     | مدافع     | دری نیبمبی             | ۱۶ ژوئن ۱۹۸۰ (۲۵ سال)    | ۱۶          | Mons                              |
| ۳     | مدافع     | ژان-پل ابالو (کاپیتان) | ۲۶ ژوئن ۱۹۷۵ (۳۰ سال)    | ۶۵          | باشگاه فوتبال آپوئل               |
| ۴     | مهاجم     | امانوئل آدبایور        | ۲۶ فوریه ۱۹۸۴ (۲۲ سال)   | ۲۹          | باشگاه فوتبال آرسنال              |
| ۵     | مدافع     | ماسماسو چانگای         | ۸ اوت ۱۹۷۸ (۲۷ سال)      | ۳۴          | باشگاه فوتبال بنونتو              |
| ۶     | هافبک     | یائو ایزیاوونا         | ۳۰ نوامبر ۱۹۷۹ (۲۶ سال)  | ۳۲          | باشگاه ورزشی یانگ بویز برن        |
| ۷     | مهاجم     | مصطفی سالیفو           | ۱ ژوئن ۱۹۸۳ (۲۳ سال)     | ۳۴          | باشگاه فوتبال استاد برستوا ۲۹     |
| ۸     | هافبک     | کوامی اگبو             | ۲۸ دسامبر ۱۹۷۷ (۲۸ سال)  | ۴           | باشگاه ورزشی رویال بووران         |
| ۹     | هافبک     | توماس دوسیوی           | ۶ مارس ۱۹۷۹ (۲۷ سال)     | ۱۰          | باشگاه فوتبال والنسین             |
| ۱۰    | هافبک     | چریف توری ممام         | ۱۳ ژانویه ۱۹۸۱ (۲۵ سال)  | ۳۹          | باشگاه فوتبال مس                  |
| ۱۱    | مهاجم     | رابرت مالم             | ۲۱ اوت ۱۹۷۳ (۳۲ سال)     | ۱           | باشگاه فوتبال استاد برستوا ۲۹     |
| ۱۲    | مدافع     | اریک اوکاتو            | ۲۰ ژوئیه ۱۹۸۰ (۲۵ سال)   | ۳۲          | باشگاه فوتبال آدمیرا واکر مودلینگ |
| ۱۳    | مدافع     | ریچمند فورسون          | ۲۳ مه ۱۹۸۰ (۲۶ سال)      | ۸           | Poiré                             |
| ۱۴    | هافبک     | آدکمبی الوفده          | ۷ ژانویه ۱۹۸۰ (۲۶ سال)   | ۲۴          | باشگاه ورزشی السیلیه              |
| ۱۵    | هافبک     | الکسیز رومائو          | ۱۸ ژانویه ۱۹۸۴ (۲۲ سال)  | ۱۱          | Louhans-Cuiseaux                  |
| ۱۶    | دروازه‌بان | کاسی آگاسا             | ۲ ژوئیه ۱۹۷۸ (۲۷ سال)    | ۴۹          | باشگاه فوتبال مس                  |
| ۱۷    | مهاجم     | محمد کادر              | ۸ آوریل ۱۹۷۹ (۲۷ سال)    | ۴۶          | باشگاه فوتبال گنگام               |
| ۱۸    | هافبک     | یائو جونیور سنایا      | ۱۹ آوریل ۱۹۸۴ (۲۲ سال)   | ۱۶          | YF Juventus                       |
| ۱۹    | مدافع     | لودووی اسموسا          | ۱۸ سپتامبر ۱۹۸۰ (۲۵ سال) | ۵           | Ciudad de Murcia                  |
| ۲۰    | مهاجم     | افو ایراسا             | ۱۹ فوریه ۱۹۸۳ (۲۳ سال)   | ۶           | Moulins                           |
| ۲۱    | هافبک     | فرانک آتسو             | ۱ اوت ۱۹۷۸ (۲۷ سال)      | ۱۳          | باشگاه فوتبال الهلال              |
| ۲۲    | دروازه‌بان | کودجووی اوبیلالی       | ۸ اکتبر ۱۹۸۴ (۲۱ سال)    | ۰           | Étoile Filante                    |
| ۲۳    | مدافع     | اسیمیو توره            | ۱ ژانویه ۱۹۸۸ (۱۸ سال)   | ۱           | باشگاه فوتبال بایر ۰۴ لورکوزن     |

## گروه H

### عربستان سعودی
سرمربی:  مارکوس پاکیتا
| شماره | جایگاه    | بازیکن                | تاریخ تولد/سن            | بازی‌های ملی | باشگاه                              |
| ----- | --------- | --------------------- | ------------------------ | ----------- | ----------------------------------- |
| ۱     | دروازه‌بان | محمد الدعیع           | ۲ اوت ۱۹۷۲ (۳۳ سال)      | ۱۷۵         | باشگاه فوتبال الهلال                |
| ۲     | مدافع     | احمد الدوخی           | ۲۵ اکتبر ۱۹۷۶ (۲۹ سال)   | ۶۸          | باشگاه فوتبال الاتحاد               |
| ۳     | مدافع     | رضا حسن تکر           | ۲۹ نوامبر ۱۹۷۵ (۳۰ سال)  | ۳۷          | باشگاه فوتبال الاتحاد               |
| ۴     | مدافع     | حمد المنتشری          | ۲۲ ژوئن ۱۹۸۲ (۲۳ سال)    | ۳۲          | باشگاه فوتبال الاتحاد               |
| ۵     | مدافع     | نایف علی القاضی       | ۳ آوریل ۱۹۷۹ (۲۷ سال)    | ۲۸          | باشگاه فوتبال الاهلی عربستان سعودی  |
| ۶     | هافبک     | عمر الغامدی           | ۱۱ آوریل ۱۹۷۹ (۲۷ سال)   | ۳۸          | باشگاه فوتبال الهلال                |
| ۷     | هافبک     | محمد امین غامدی       | ۲۹ آوریل ۱۹۸۰ (۲۶ سال)   | ۱۶          | باشگاه فوتبال الاتحاد               |
| ۸     | هافبک     | محمد نور              | ۲۶ فوریه ۱۹۷۸ (۲۸ سال)   | ۶۳          | باشگاه فوتبال الاتحاد               |
| ۹     | مهاجم     | سامی الجابر (کاپیتان) | ۱۱ دسامبر ۱۹۷۲ (۳۳ سال)  | ۱۶۰         | باشگاه فوتبال الهلال                |
| ۱۰    | هافبک     | محمد الشلهوب          | ۸ دسامبر ۱۹۸۰ (۲۵ سال)   | ۴۸          | باشگاه فوتبال الهلال                |
| ۱۱    | مهاجم     | سعید الحارثی          | ۳ فوریه ۱۹۸۴ (۲۲ سال)    | ۱۵          | باشگاه فوتبال النصر عربستان سعودی   |
| ۱۲    | مدافع     | عبد العزیز خثران      | ۳۱ ژوئیه ۱۹۷۳ (۳۲ سال)   | ۱۹          | باشگاه فوتبال الهلال                |
| ۱۳    | مدافع     | حسین عبدالغنی         | ۲۱ ژانویه ۱۹۷۷ (۲۹ سال)  | ۹۷          | باشگاه فوتبال الاهلی عربستان سعودی  |
| ۱۴    | هافبک     | سعود کریری            | ۸ ژوئیه ۱۹۸۰ (۲۵ سال)    | ۳۴          | باشگاه فوتبال الاتحاد               |
| ۱۵    | مدافع     | احمد البحری           | ۱۸ سپتامبر ۱۹۸۰ (۲۵ سال) | ۱۱          | باشگاه فوتبال الاتفاق عربستان سعودی |
| ۱۶    | هافبک     | خالد عزیز             | ۱۴ ژوئیه ۱۹۸۱ (۲۴ سال)   | ۱۴          | باشگاه فوتبال الهلال                |
| ۱۷    | مدافع     | محمد البیشی           | ۳ مه ۱۹۸۷ (۱۹ سال)       | ۰           | باشگاه فوتبال الاهلی عربستان سعودی  |
| ۱۸    | هافبک     | نواف التمیاط          | ۲۸ ژوئن ۱۹۷۶ (۲۹ سال)    | ۵۶          | باشگاه فوتبال الهلال                |
| ۱۹    | مدافع     | محمد مسعد             | ۱۷ فوریه ۱۹۸۳ (۲۳ سال)   | ۵           | باشگاه فوتبال الاهلی عربستان سعودی  |
| ۲۰    | مهاجم     | یاسر القحطانی         | ۱۰ اکتبر ۱۹۸۲ (۲۳ سال)   | ۴۵          | باشگاه فوتبال الهلال                |
| ۲۱    | دروازه‌بان | مبروک زاید            | ۱۱ فوریه ۱۹۷۹ (۲۷ سال)   | ۳۳          | باشگاه فوتبال الاتحاد               |
| ۲۲    | دروازه‌بان | محمد خوجه             | ۱۵ مارس ۱۹۸۲ (۲۴ سال)    | ۸           | باشگاه فوتبال الشباب عربستان سعودی  |
| ۲۳    | مهاجم     | مالک معاذ             | ۱۰ اوت ۱۹۸۱ (۲۴ سال)     | ۵           | باشگاه فوتبال الاهلی عربستان سعودی  |

### اسپانیا
سرمربی: لوییس آراگونز
| شماره | جایگاه    | بازیکن              | تاریخ تولد/سن            | بازی‌های ملی | باشگاه                    |
| ----- | --------- | ------------------- | ------------------------ | ----------- | ------------------------- |
| ۱     | دروازه‌بان | ایکر کاسیاس         | ۲۰ مه ۱۹۸۱ (۲۵ سال)      | ۵۸          | باشگاه فوتبال رئال مادرید |
| ۲     | مدافع     | میشل سالگادو        | ۲۲ اکتبر ۱۹۷۵ (۳۰ سال)   | ۵۰          | باشگاه فوتبال رئال مادرید |
| ۳     | مدافع     | ماریانو پرنیا       | ۴ مه ۱۹۷۷ (۲۹ سال)       | ۱           | باشگاه فوتبال ختافه       |
| ۴     | مدافع     | کارلوس مارچنا       | ۳۱ ژوئیه ۱۹۷۹ (۲۶ سال)   | ۲۷          | باشگاه فوتبال والنسیا     |
| ۵     | مدافع     | کارلس پویول         | ۱۳ آوریل ۱۹۷۸ (۲۸ سال)   | ۴۷          | باشگاه فوتبال بارسلونا    |
| ۶     | هافبک     | داوید آلبلدا        | ۱ سپتامبر ۱۹۷۷ (۲۸ سال)  | ۳۳          | باشگاه فوتبال والنسیا     |
| ۷     | مهاجم     | رائول (کاپیتان)     | ۲۷ ژوئن ۱۹۷۷ (۲۸ سال)    | ۹۵          | باشگاه فوتبال رئال مادرید |
| ۸     | هافبک     | ژاوی                | ۲۵ ژانویه ۱۹۸۰ (۲۶ سال)  | ۳۶          | باشگاه فوتبال بارسلونا    |
| ۹     | مهاجم     | فرناندو تورس        | ۲۰ مارس ۱۹۸۴ (۲۲ سال)    | ۳۰          | Atlético Madrid           |
| ۱۰    | هافبک     | خوزه آنتونیو ریس    | ۱ سپتامبر ۱۹۸۳ (۲۲ سال)  | ۱۹          | باشگاه فوتبال آرسنال      |
| ۱۱    | هافبک     | لوئیس گارسیا        | ۲۴ ژوئن ۱۹۷۸ (۲۷ سال)    | ۱۰          | باشگاه فوتبال لیورپول     |
| ۱۲    | مدافع     | آنتونیو لوپز        | ۱۳ سپتامبر ۱۹۸۱ (۲۴ سال) | ۸           | Atlético Madrid           |
| ۱۳    | هافبک     | آندرس اینیستا       | ۱۱ مه ۱۹۸۴ (۲۲ سال)      | ۳           | باشگاه فوتبال بارسلونا    |
| ۱۴    | هافبک     | ژابی آلونسو         | ۲۵ نوامبر ۱۹۸۱ (۲۴ سال)  | ۲۶          | باشگاه فوتبال لیورپول     |
| ۱۵    | مدافع     | سرخیو راموس         | ۳۰ مارس ۱۹۸۶ (۲۰ سال)    | ۱۱          | باشگاه فوتبال رئال مادرید |
| ۱۶    | هافبک     | مارکوس سنا          | ۱۷ ژوئیه ۱۹۷۶ (۲۹ سال)   | ۳           | باشگاه فوتبال ویارئال     |
| ۱۷    | هافبک     | خواکین سانچز        | ۲۱ ژوئیه ۱۹۸۱ (۲۴ سال)   | ۳۸          | باشگاه فوتبال رئال بتیس   |
| ۱۸    | هافبک     | سسک فابرگاس         | ۴ مه ۱۹۸۷ (۱۹ سال)       | ۴           | باشگاه فوتبال آرسنال      |
| ۱۹    | دروازه‌بان | سانتیاگو کانیایزارس | ۱۸ دسامبر ۱۹۶۹ (۳۶ سال)  | ۴۵          | باشگاه فوتبال والنسیا     |
| ۲۰    | مدافع     | خوان گوتیهررز       | ۲۳ ژوئیه ۱۹۷۶ (۲۹ سال)   | ۱۵          | باشگاه فوتبال رئال بتیس   |
| ۲۱    | مهاجم     | داوید ویا           | ۳ دسامبر ۱۹۸۱ (۲۴ سال)   | ۸           | باشگاه فوتبال والنسیا     |
| ۲۲    | مدافع     | پابلو ایبانیز       | ۳ اوت ۱۹۸۱ (۲۴ سال)      | ۱۱          | Atlético Madrid           |
| ۲۳    | دروازه‌بان | پپه رینا            | ۳۱ اوت ۱۹۸۲ (۲۳ سال)     | ۳           | باشگاه فوتبال لیورپول     |

### تونس
سرمربی:  روژه لمر
| شماره | جایگاه    | بازیکن                 | تاریخ تولد/سن            | بازی‌های ملی | باشگاه                         |
| ----- | --------- | ---------------------- | ------------------------ | ----------- | ------------------------------ |
| ۱     | دروازه‌بان | علی بومنیجل            | ۱۳ آوریل ۱۹۶۶ (۴۰ سال)   | ۴۸          | باشگاه فوتبال آفریقایی         |
| ۲     | مدافع     | کریم اسدری             | ۲۹ ژوئیه ۱۹۷۹ (۲۶ سال)   | ۷           | باشگاه فوتبال روزنبورگ         |
| ۳     | مدافع     | کریم هاگی              | ۲۱ ژانویه ۱۹۸۴ (۲۲ سال)  | ۲۶          | باشگاه فوتبال استراسبورگ       |
| ۴     | مدافع     | علاءالدین یحیی         | ۲۶ سپتامبر ۱۹۸۱ (۲۴ سال) | ۱۳          | باشگاه فوتبال سن-اتین          |
| ۵     | مهاجم     | زیاد جزیری             | ۱۲ ژوئیه ۱۹۷۸ (۲۷ سال)   | ۶۱          | باشگاه فوتبال تروا             |
| ۶     | مدافع     | حاتم طرابلسی           | ۲۵ ژانویه ۱۹۷۷ (۲۹ سال)  | ۵۶          | باشگاه فوتبال آژاکس آمستردام   |
| ۷     | مهاجم     | هیکل گومامدیا          | ۲۲ دسامبر ۱۹۸۱ (۲۴ سال)  | ۱۳          | باشگاه فوتبال استراسبورگ       |
| ۸     | هافبک     | مهدی نفتی              | ۲۸ نوامبر ۱۹۷۸ (۲۷ سال)  | ۲۹          | باشگاه فوتبال بیرمنگام سیتی    |
| ۹     | مهاجم     | یاسین شیخاوی           | ۲ سپتامبر ۱۹۸۶ (۱۹ سال)  | ۱           | باشگاه فوتبال ستاره ساحلی      |
| ۱۰    | هافبک     | قیس غضبان              | ۷ ژانویه ۱۹۷۶ (۳۰ سال)   | ۸۹          | باشگاه فوتبال کونیااسپور       |
| ۱۱    | مهاجم     | فرانسیلودو سانتوس      | ۲۰ مارس ۱۹۷۹ (۲۷ سال)    | ۲۸          | باشگاه فوتبال تولوز            |
| ۱۲    | هافبک     | جاور نری               | ۸ نوامبر ۱۹۷۶ (۲۹ سال)   | ۳۷          | باشگاه فوتبال نورنبرگ          |
| ۱۳    | هافبک     | ریاض بوعزیزی (کاپیتان) | ۸ آوریل ۱۹۷۳ (۳۳ سال)    | ۸۵          | باشگاه ورزشی کایسری ارجیسپور   |
| ۱۴    | هافبک     | عادل شاذلی             | ۱۶ سپتامبر ۱۹۷۶ (۲۹ سال) | ۳۸          | باشگاه فوتبال نورنبرگ          |
| ۱۵    | مدافع     | راضی الجعایدی          | ۳۰ اوت ۱۹۷۵ (۳۰ سال)     | ۸۹          | باشگاه فوتبال بولتون واندررز   |
| ۱۶    | دروازه‌بان | عادل نفزی              | ۱۶ مارس ۱۹۷۴ (۳۲ سال)    | ۰           | Monastir                       |
| ۱۷    | مهاجم     | شوقی بن سعاده          | ۱ ژوئیه ۱۹۸۴ (۲۱ سال)    | ۱۱          | باشگاه فوتبال باستیا           |
| ۱۸    | مدافع     | دیوید جمالی            | ۱۳ دسامبر ۱۹۷۴ (۳۱ سال)  | ۲           | باشگاه فوتبال بوردو            |
| ۱۹    | مدافع     | انیس العیاری           | ۱۶ فوریه ۱۹۸۲ (۲۴ سال)   | ۲۴          | باشگاه فوتبال سامسون‌اسپور      |
| ۲۰    | هافبک     | حامد نموشی             | ۱۲ ژانویه ۱۹۸۴ (۲۲ سال)  | ۱۴          | باشگاه فوتبال رنجرز            |
| ۲۱    | مدافع     | کریم سعیدی             | ۲۴ مارس ۱۹۸۳ (۲۳ سال)    | ۱۵          | باشگاه فوتبال فاینورد          |
| ۲۲    | دروازه‌بان | حمدی القصراوی          | ۱۸ ژانویه ۱۹۸۳ (۲۳ سال)  | ۶           | باشگاه فوتبال اسپرانس تونس     |
| ۲۳    | هافبک     | سفیان ملیتی            | ۱۸ اوت ۱۹۷۸ (۲۷ سال)     | ۱۴          | باشگاه فوتبال غازی عینتاب‌اسپور |

### اوکراین
سرمربی: اولگ بلوخین
| شماره | جایگاه    | بازیکن                 | تاریخ تولد/سن            | بازی‌های ملی | باشگاه                             |
| ----- | --------- | ---------------------- | ------------------------ | ----------- | ---------------------------------- |
| ۱     | دروازه‌بان | اولکساندر شووکوفسکی    | ۲ ژانویه ۱۹۷۵ (۳۱ سال)   | ۶۸          | باشگاه فوتبال دینامو کیف           |
| ۲     | مدافع     | آندری نسمکینای         | ۲۸ فوریه ۱۹۷۹ (۲۷ سال)   | ۴۹          | باشگاه فوتبال دینامو کیف           |
| ۳     | مدافع     | الکساندر یاتسنکو       | ۲۴ فوریه ۱۹۸۵ (۲۱ سال)   | ۱           | Kharkiv                            |
| ۴     | هافبک     | آناتولی تیموشوک        | ۳۰ مارس ۱۹۷۹ (۲۷ سال)    | ۵۵          | باشگاه فوتبال شاختار دونتسک        |
| ۵     | مدافع     | وولودیمیر یزرسکی       | ۱۵ نوامبر ۱۹۷۶ (۲۹ سال)  | ۲۴          | باشگاه فوتبال دنیپرو               |
| ۶     | مدافع     | اندری روسل             | ۱۶ ژانویه ۱۹۸۳ (۲۳ سال)  | ۲۳          | باشگاه فوتبال دنیپرو               |
| ۷     | مهاجم     | آندری شوچنکو (کاپیتان) | ۲۹ سپتامبر ۱۹۷۶ (۲۹ سال) | ۶۴          | باشگاه فوتبال آ.ث. میلان           |
| ۸     | هافبک     | اوله شلایف             | ۵ نوامبر ۱۹۷۶ (۲۹ سال)   | ۱۹          | باشگاه فوتبال دنیپرو               |
| ۹     | هافبک     | اولگ هوسیف             | ۲۵ آوریل ۱۹۸۳ (۲۳ سال)   | ۲۵          | باشگاه فوتبال دینامو کیف           |
| ۱۰    | مهاجم     | آندری وورونین          | ۲۱ ژوئیه ۱۹۷۹ (۲۶ سال)   | ۳۲          | باشگاه فوتبال بایر ۰۴ لورکوزن      |
| ۱۱    | مهاجم     | سرهی ربروف             | ۳ ژوئن ۱۹۷۴ (۳۲ سال)     | ۷۰          | باشگاه فوتبال دینامو کیف           |
| ۱۲    | دروازه‌بان | آندری پیاتوف           | ۲۸ ژوئن ۱۹۸۴ (۲۱ سال)    | ۱           | باشگاه فوتبال فورسکلا پولتاوا      |
| ۱۳    | مدافع     | دمیترو چیگرینسک        | ۷ نوامبر ۱۹۸۶ (۱۹ سال)   | ۰           | باشگاه فوتبال شاختار دونتسک        |
| ۱۴    | هافبک     | آندری هوسین            | ۱۱ دسامبر ۱۹۷۲ (۳۳ سال)  | ۶۴          | باشگاه فوتبال کریلیا سووتوف سامارا |
| ۱۵    | مهاجم     | آرتم میلفسکی           | ۱۲ ژانویه ۱۹۸۵ (۲۱ سال)  | ۰           | باشگاه فوتبال دینامو کیف           |
| ۱۶    | مهاجم     | آندری وروبی            | ۲۹ نوامبر ۱۹۷۸ (۲۷ سال)  | ۵۳          | باشگاه فوتبال شاختار دونتسک        |
| ۱۷    | مدافع     | ولادیسلاو واشچوک       | ۲ ژانویه ۱۹۷۵ (۳۱ سال)   | ۵۸          | باشگاه فوتبال دینامو کیف           |
| ۱۸    | هافبک     | سرگی نازارنکو          | ۱۶ فوریه ۱۹۸۰ (۲۶ سال)   | ۱۵          | باشگاه فوتبال دنیپرو               |
| ۱۹    | هافبک     | ماکسیم کالینیچنکو      | ۲۶ ژانویه ۱۹۷۹ (۲۷ سال)  | ۲۱          | باشگاه فوتبال اسپارتاک مسکو        |
| ۲۰    | مهاجم     | اولکسیا بایلک          | ۱۵ فوریه ۱۹۸۱ (۲۵ سال)   | ۱۵          | باشگاه فوتبال شاختار دونتسک        |
| ۲۱    | هافبک     | روسلان روتان           | ۲۹ اکتبر ۱۹۸۱ (۲۴ سال)   | ۱۹          | باشگاه فوتبال دینامو کیف           |
| ۲۲    | مدافع     | ویاچسلاو سویدرسکایی    | ۱ ژانویه ۱۹۷۹ (۲۷ سال)   | ۶           | باشگاه فوتبال شاختار دونتسک        |
| ۲۳    | دروازه‌بان | بوهدان شاست            | ۴ مارس ۱۹۸۶ (۲۰ سال)     | ۲           | باشگاه فوتبال شاختار دونتسک        |

## یادداشت
1. ↑  Borja joined Olympiacos F.C. after the tournament. "Olympiacos sign Ecuador striker". UEFA. Union of European Football Associations. ۱ May ۲۰۰۶. Retrieved 18 June 2006.
2. ↑  Castillo joined Red Star Belgrade after the tournament. "Ecuadorian World Cup winger Castillo joins Serbian club Red Star". Xinhua. پیپل دیلی. ۲۹ August ۲۰۰۶. Retrieved 29 October 2014.
3. ↑  Valencia was on loan to Recreativo de Huelva prior to the tournament."Luis Valencia". Official FIFA World Cup website. Archived from the original on 18 June 2006. Retrieved 18 June 2006.
4. ↑  Reasco has agreed to join São Paulo FC after the tournament. "Neicer Reasco". Official FIFA World Cup website. Archived from the original on 18 June 2006. Retrieved 18 June 2006.
5. ↑  Ballack has agreed to join Chelsea F.C. when his contract with Bayern Munich expires on 1 July. "Ballack cheered by Chelsea challenge". UEFA. Union of European Football Associations. ۱۵ May ۲۰۰۶. Archived from the original on 26 May 2006. Retrieved 18 June 2006.
6. ↑  1. FC Köln chairman Wolfgang Overath has confirmed that Podolski will play for FC Bayern Munich in the upcoming season. "Podolski ready to join Bayern". UEFA. Union of European Football Associations. ۱ June ۲۰۰۶. Archived from the original on 26 June 2006. Retrieved 18 June 2006.
7. ↑  Kosowski was on loan to Southampton F.C. in the run-up to the tournament. He became a Free agent after the tournament. "Kosowski wants last farewell". football.co.uk. ۲۵ April ۲۰۰۶. Archived from the original on 12 May 2006. Retrieved 18 June 2006.
8. ↑  Bak became a Free agent after the tournament.
9. ↑  Krzynówek joined VfL Wolfsburg after the tournament. "Leverkusen capture Swiss starlet". UEFA. Union of European Football Associations. ۱۶ May ۲۰۰۶. Retrieved 21 June 2006.
10. ↑  Rasiak has spent the run-up of the World Cup on loan to Southampton F.C.، and joined the club permanently after the tournament "Poland looking to add extra polish". UEFA. Union of European Football Associations. ۲ May ۲۰۰۶. Archived from the original on 26 May 2006. Retrieved 21 June 2006.
11. ↑  Żewłakow joined Olympiacos F.C. after the tournament. "Iuliano returns to Italy". UEFA. Union of European Football Associations. ۳۰ January ۲۰۰۶. Retrieved 21 June 2006.
12. ↑  Bosacki was called up after Damian Gorawski sustained an injury and had to withdraw from the squad "Injuries spell late squad changes". Official FIFA World Cup website. ۸ June ۲۰۰۶. Archived from the original on 28 June 2006. Retrieved 21 June 2006.
13. ↑  Bridge was on loan to Fulham F.C. in the run up to the tournament. "Nélson fit for Mersey mission". UEFA. Union of European Football Associations. ۲ March ۲۰۰۶. Archived from the original on 25 May 2006. Retrieved 21 June 2006.
14. ↑  Carson has spent the run-up of the tournament on loan to Sheffield Wednesday F.C.. "Scott Carson, Liverpool". The Football Association official website. Archived from the original on 9 July 2008. Retrieved 21 June 2006.
15. ↑  Salvador Cabañas joined Club América after the tournament. "América returns to Houston". Houston Chronicle. ۸ June ۲۰۰۶. Retrieved 21 June 2006.
16. ↑  Carlos Paredes joined Sporting CP after the tournament.
17. ↑  Nelson Valdez joined Borussia Dortmund after the tournament. "Valdez delighted with Dortmund move". UEFA. Union of European Football Associations. ۳۰ May ۲۰۰۶. Archived from the original on 3 July 2006. Retrieved 21 June 2006.
18. ↑  Denis Caniza joined باشگاه فوتبال اطلس after the tournament.
19. ↑  Larsson has a pre-contract agreement with Helsingborgs IF، and joined them after the tournament. "Larsson looks to bow out in style". UEFA. Union of European Football Associations. ۱۶ May ۲۰۰۶. Archived from the original on 10 July 2006. Retrieved 21 June 2006.
20. ↑  Svensson has agreed to join Rangers F.C. after the tournament. "Rangers move delights Svensson". UEFA. Union of European Football Associations. ۲۶ May ۲۰۰۶. Retrieved 21 June 2006.
21. ↑  Källström has agreed to join Olympique Lyonnais after the tournament. "Lyon land Swede Källström". UEFA. Union of European Football Associations. ۲۷ May ۲۰۰۶. Retrieved 21 June 2006.
22. ↑  Elmander had a pre-contract agreement with Toulouse FC، and joined them after the tournament.
23. ↑  Hislop joined FC Dallas after the tournament.
24. ↑  Wrexham A.F.C. are a team from Wales and under the jurisdiction of the Football Association of Wales، but who play in the English football league system.
25. ↑  Saviola was on loan to Sevilla FC in the run-up to the tournament
26. ↑  Scaloni was on loan to West Ham United F.C. in the run-up to the tournament
27. ↑  "Petković quits in World Cup row". UEFA.com. Union of European Football Associations. ۶ June ۲۰۰۶. Retrieved 28 April 2011. Dušan Petković (footballer, born 1974)| has withdrawn from Serbia and Montenegro's FIFA World Cup squad following accusations he was only called up due to nepotism. The 31-year-old OFK Beograd defender was drafted in as a replacement for injured striker Mirko Vučinić by coach Ilija Petković, who is also the player's father. However, he did not fly to Germany with the squad, saying 'The pressure was too much for me, my father and my team-mates.'[پیوند مرده]
28. ↑  Since Petković quit, Serbia and Montenegro national team is the only 2006 World Cup team to have only 22 players on the squad.
29. ↑  Vukić has spent the run up to the tournament on loan to FK Partizan
30. ↑  Ljuboja was on loan to VfB Stuttgart prior to the tournament, and joined them permanently afterwards.
31. ↑  Stojković has agreed to join FC Nantes after the tournament.
32. ↑  João Ricardo became a Free agent after the tournament
33. ↑  Akwá became a Free agent after the tournament
34. ↑  Marques has spent the run-up of the World Cup on loan to Hull City A.F.C.
35. ↑  Nekounam joined CA Osasuna after the tournament.
36. ↑  Salcido joined PSV Eindhoven after the tournament.
37. ↑  Osorio joined VfB Stuttgart after the tournament.
38. ↑  Pardo joined VfB Stuttgart after the tournament.
39. ↑  Borgetti joined Al-Ittihad Club (Jeddah)| after the tournament.
40. ↑  Fonseca joined S.L. Benfica after the tournament.
41. ↑  Caneira spent the run-up to the tournament on loan to Sporting CP
42. ↑  Costinha joined Atlético Madrid after the tournament.
43. ↑  Maniche spent the run-up to the tournament on loan to Chelsea F.C.
44. ↑  Postiga has spent the run up to the tournament on loan to AS Saint-Étienne.
45. ↑  Galásek joined 1. FC Nürnberg after the tournament.
46. ↑  Sionko joined Rangers F.C. on a Bosman transfer after the tournament.
47. ↑  Koller joined AS Monaco FC after the tournament.
48. ↑  Rosický joined Arsenal F.C. after the tournament.
49. ↑  Asamoah has spent the run up to the tournament on loan to Modena F.C..
50. ↑  Dramani joined Gençlerbirliği S.K. after the tournament.
51. ↑  Grosso joined Inter Milan after the tournament.
52. ↑  Howard spent the 2006–07 season on loan to Everton F.C..
53. ↑  Albright was called up after an injury to Frankie Hejduk.
54. ↑  Berhalter, who joined TSV 1860 Munich after the World Cup, was called up after an injury to Cory Gibbs.
55. ↑  Popovic's Crystal Palace contract expired after the tournament.
56. ↑  Skoko has spent the run-up of the tournament on loan to Stoke City F.C..
57. ↑  Lazaridis joined Perth Glory FC after the tournament.
58. ↑  Beauchamp has agreed to join 1. FC Nürnberg after the tournament.
59. ↑  Thompson has spent the run-up of the tournament on loan to PSV Eindhoven.
60. ↑  Kennedy has agreed to join 1. FC Nürnberg after the tournament.
61. ↑  Zé Roberto became a free agent after the tournament.
62. ↑  Mineiro was called up after an injury to Edmílson
63. ↑  Pletikosa was on loan to HNK Hajduk Split in the run-up to the tournament.
64. ↑  Tudor was on loan to Robur Siena in the run-up to the tournament
65. ↑  Niko Kovač joined FC Red Bull Salzburg after the tournament.
66. ↑  Jerko Leko joined AS Monaco FC after the tournament.
67. ↑  Ivan Bošnjak joined K.R.C. Genk after the tournament.
68. ↑  Nakata was on loan to Bolton Wanderers F.C. in the run-up to the tournament.
69. ↑  Takahara has agreed to join Eintracht Frankfurt after the World Cup.
70. ↑  Landreau has agreed to join Paris Saint-Germain F.C. after the tournament.
71. ↑  Govou was called up as a replacement for the injured Djibril Cissé.
72. ↑  Zidane retired from football after the tournament.
73. ↑  Barthez became a Free agent after the tournament.
74. ↑  Frei joined Borussia Dortmund after the tournament.
75. ↑  David Degen joined Borussia Mönchengladbach after the tournament.
76. ↑  Yakin was called up after an injury to Johan Vonlanthen.
77. ↑  "Confusion over Pfister comeback". BBC Sport. British Broadcasting Corporation. ۱۲ June ۲۰۰۶. Archived from the original on 1 January 2007. Retrieved 28 April 2011. Disputes over the Togo players' pay bonuses caused Pfister to walk out after Togo's first match, but he returned before their second match.
78. ↑  Akoto have not played for Admira Wacker since the end of 2005 due to a contract dispute, and spent the run up to the tournament training with Austrian club باشگاه ورزشی شوخات.
79. ↑  Franck Atsou replaced کریم گوئده
80. ↑  اسیر دل هرنو was originally named in the squad, but sustained an ankle injury in the build-up to the tournament. Pernía joined Atlético Madrid after the tournament.
81. ↑  Mehdi Meriah was originally named in the squad but sustained an injury in the week leading up to the tournament. He was replaced by Guemamdia.
82. ↑  Issam Jemâa was originally named in the squad but sustained an injury prior to the tournament. He was replaced by Ben Saada.
83. ↑  Karim Saidi has spent the run up to the tournament on loan to U.S. Lecce
84. ↑  Yatsenko was called up as a replacement for the injured players سرهی فدوروف and Vyacheslav Shevchuk.
85. ↑  Shevchenko joined Chelsea F.C. after the tournament.
86. ↑  Sviderskyi was on loan to FC Arsenal Kyiv in the run-up to the World Cup.